# Israël au Concours Eurovision de la chanson
Israël participe au Concours Eurovision de la chanson, depuis sa dix-huitième édition, en 1973, en tant que membre de l'UER, et l'a remporté à quatre reprises, en 1978, 1979, 1998 et 2018.

## Légitimité
L’Eurovision est le nom du réseau de diffusion de contenu qui permet d’assurer des retransmissions d'images entre des chaînes du monde entier et en dépit de cet intitulé, l’Eurovision ne se borne pas aux frontières européennes mais intègre tout pays membre actif de l’Union européenne de radio-télévision (UER) qui organise l’événement, qu'il se trouve en Europe ou ailleurs, ce qui est le cas d'Israël - comme d'autres pays du bassin méditerranéen,. L'espace européen de la radiodiffusion s'étend de l'Atlantique au méridien à 40° E, et est délimité au sud par le 30e parallèle ; Jérusalem, siège officiel de la télévision israélienne, se situe à 35° E et sur le 32e parallèle.
Ce règlement est issu des actes de la Conférence européenne de radiodiffusion sur ondes métriques et décimétriques, qui a eu lieu à Stockholm en 1961, et qui définissent la zone européenne de radiodiffusion,.
L'Autorité de radiodiffusion d'Israël (IBA) était devenue membre de l'UER en 1957 et, à ce titre, le pays pouvait participer au concours,. Dissoute en 2017, elle est remplacée à cette date par la Société de radiodiffusion publique israélienne (KAN), qui fait elle aussi partie de l'UER.

## Participation
Le pays participe donc depuis 1973 et a manqué cinq éditions du concours, en 1980, 1984, 1994, 1996 et 1997.
En 1980, 1984 et 1997, Israël se retira car la date du concours coïncidait avec celle de Yom Hazikaron, commémoration annuelle des victimes de guerre israéliennes. En 1994, le pays fut relégué, à la suite des résultats obtenus l’année précédente. Enfin, en 1996, l'UER instaura une épreuve de présélection, au terme de laquelle Israël fut éliminé.
Depuis l'instauration des demi-finales, en 2004, Israël a manqué sept finales du concours, en 2004, 2007, 2011, 2012, 2013, 2014 et 2022 .
À l'occasion de la 62e édition du Concours Eurovision de la chanson, en 2017, lors de l'annonce des points attribués par le jury national, le présentateur Ofer Nachshon annonce qu'il s'agit de la dernière participation d'Israël à ce concours, en raison de la décision du parlement de fermer la chaîne publique Aroutz 1 diffusant le programme. Cependant, l'année suivante, l'UER décide d'inviter un diffuseur non-membre (situation similaire à celle de la Grèce en 2014) et la participation d'Israël est prorogée - décision menant à sa victoire en 2018,.

## Résultats
Israël a remporté le concours à quatre reprises.

### Première victoire: 1978
La première victoire a lieu en 1978, avec la chanson A-Ba-Ni-Bi, interprétée par Izhar Cohen et The Alphabeta. A-Ba-Ni-Bi s’inspirait d’un langage imaginaire, appelé Code B, et qui avait été inventé par des enfants israéliens pour communiquer entre eux, sans être compris de leurs parents. Son principe consistait à ajouter systématiquement un « B » après chaque syllabe, en répétant la voyelle de la syllabe.
La responsable de la délégation israélienne Rivka Michaeli arriva sans grand espoir à Paris. Elle avait jugé la finale nationale israélienne désastreuse et les chansons qui avaient été présentées, mauvaises, A-Ba-Ni-Bi étant pour elle la moins mauvaise. La victoire de son pays lui causa donc une grande surprise. Izhar Cohen, de son côté, demeura certain de sa victoire du début à la fin.
Cette victoire fut marquée par un record : l’attribution à cinq reprises consécutives de la note maximale. Ce record fut égalé deux fois par la suite, en 1997 et en 2012.
À son retour, à Tel-Aviv, Izhar Cohen reçut un accueil triomphal. Ses admirateurs allèrent jusqu'à le porter sur leurs épaules, à travers tout l'aéroport. Cependant, le déroulement et le résultat du concours posèrent problème à de nombreux télédiffuseurs d’Afrique du Nord et du Proche-Orient. Tous passèrent des spots publicitaires durant la prestation d’Israël. Puis, lorsque la victoire israélienne devint évidente, tous mirent fin prématurément à la retransmission. La Jordanie se fit particulièrement remarquer : la télévision jordanienne interrompit le déroulement du vote, pour faire un gros plan sur un bouquet de jonquilles. Le lendemain, les journaux jordaniens proclamèrent la victoire de la Belgique, qui avait en réalité terminé deuxième.

### Deuxième victoire: 1979

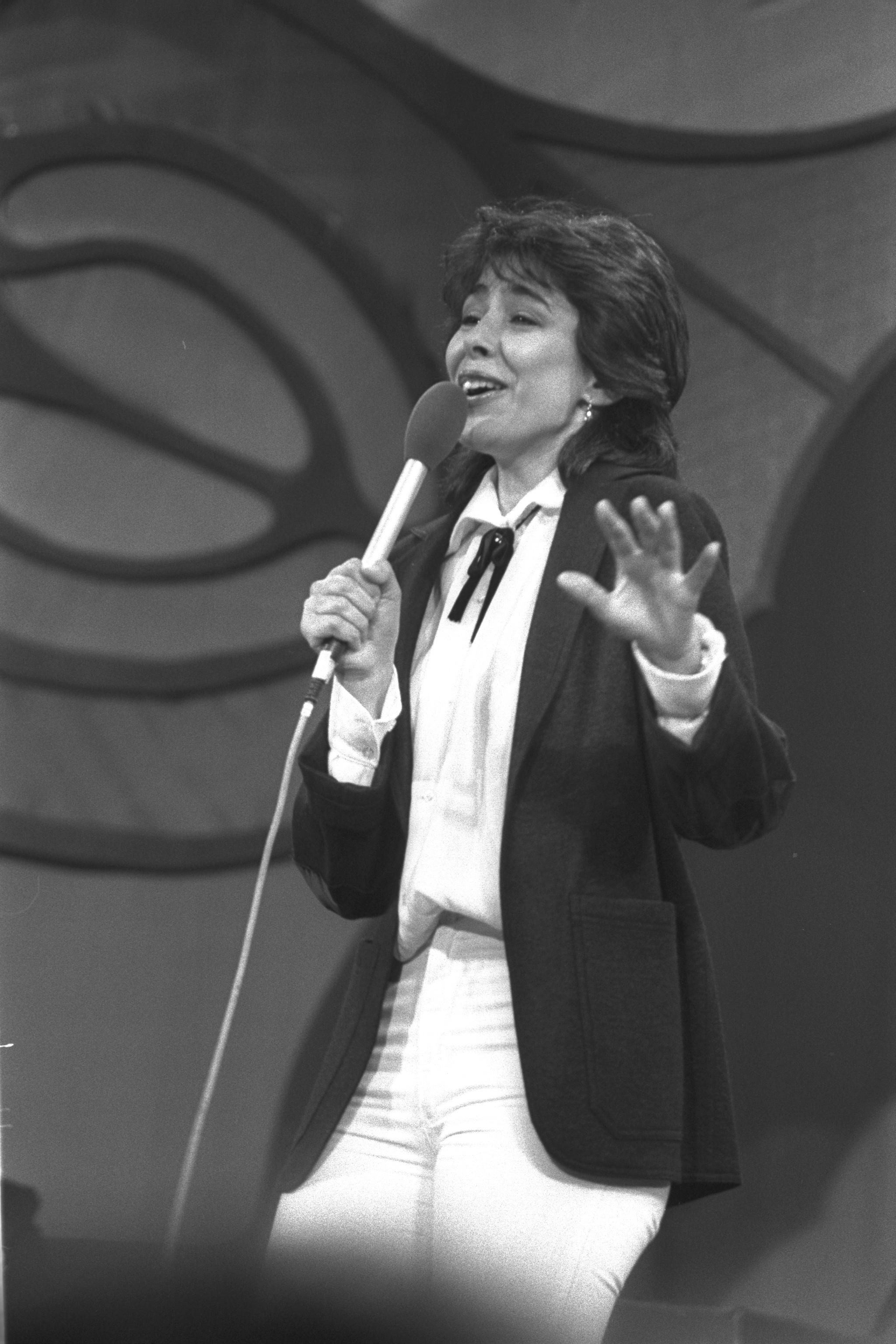
La chanteuse Gali Atari en 1981

En 1979, Israël l'emporte pour la deuxième fois consécutive avec la chanson Hallelujah, interprétée par Gali Atari et Milk and Honey.
Pour la deuxième année consécutive après sa première victoire, la chanson israélienne est lauréate du Concours de l'Eurovision.
Hallelujah remporta un énorme succès commercial partout en Europe et dans le monde. Mais Gali Atari et Milk and Honey ne tardèrent pas à se séparer et à mener des carrières indépendantes.

### Troisième victoire: 1998

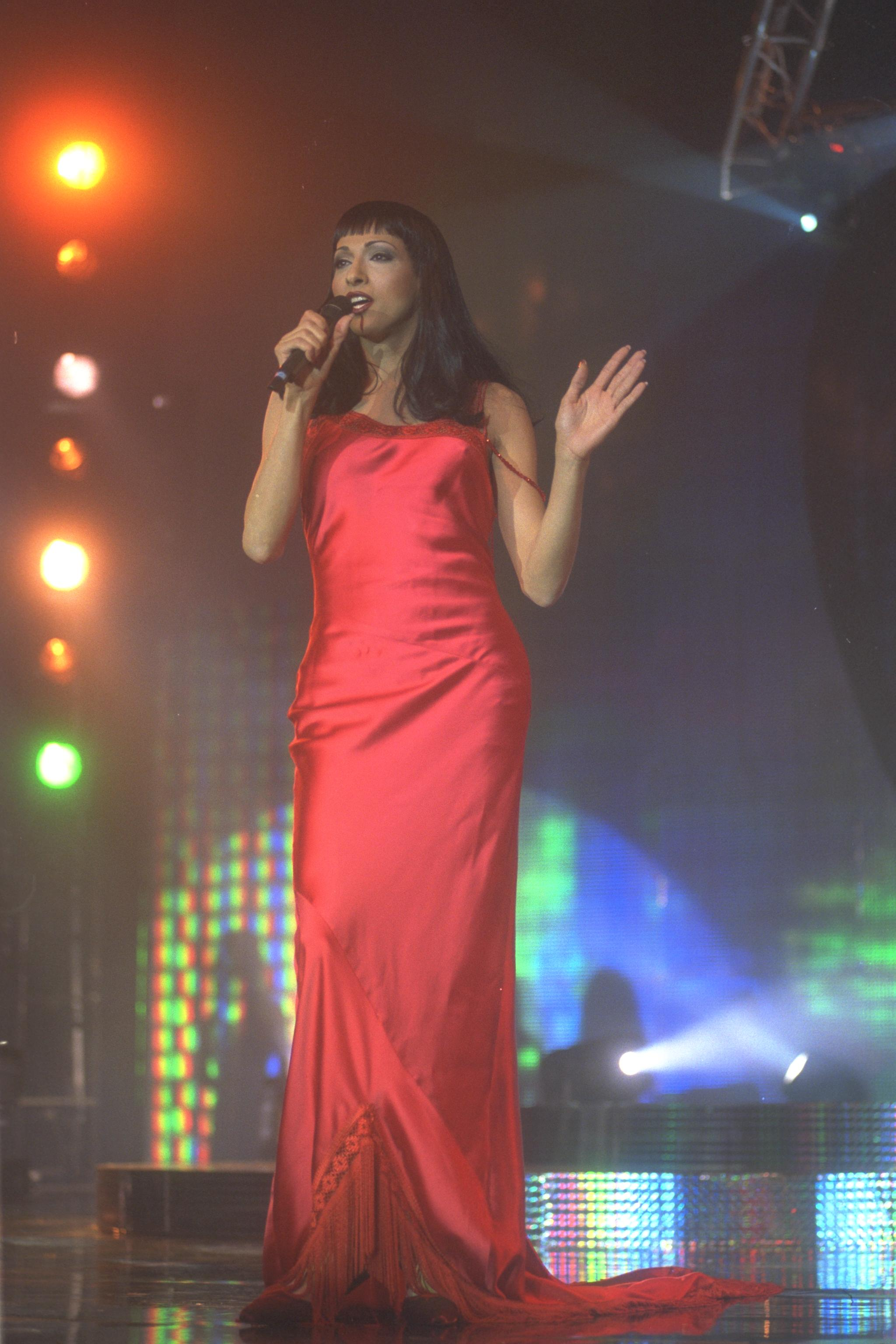
Dana International en 1998

Israël l'emporte pour la troisième fois en 1998, avec la chanson Diva, interprétée par Dana International, alors déjà très célèbre dans son pays.
Cette participation suscita immédiatement une très grande attention de la part des médias israéliens et internationaux. En effet, Dana International, qui était née homme de sexe masculin, avait opéré un changement complet de genre en 1993. Elle devint ainsi la première artiste transgenre à participer au concours.
En Israël, les milieux politiques conservateurs et les groupements religieux orthodoxes protestèrent vivement contre ce choix. Ils le jugèrent inopportun, spécialement l'année du cinquantième anniversaire de la fondation du pays. Dana International reçut dans la foulée de nombreuses menaces de mort, prises fort au sérieux par la délégation israélienne. Tous ses membres se déplacèrent donc sous la protection d’un service de sécurité pléthorique et logèrent dans le seul hôtel de Birmingham pourvu de vitres blindées. Même les robes de la chanteuse, créées par Jean-Paul Gaultier, bénéficièrent en permanence d’un garde du corps.
Ce fut la première victoire d’une chanson recourant entièrement à une bande-son à la place d'un orchestre et ce fut la première fois qu’un pays n’ayant pas participé l’année précédente remporta le grand prix.
En 2005, lors de l'émission spéciale Congratulations, Diva fut élue treizième meilleure chanson à jamais avoir été présentée au concours.

### Quatrième victoire: 2018

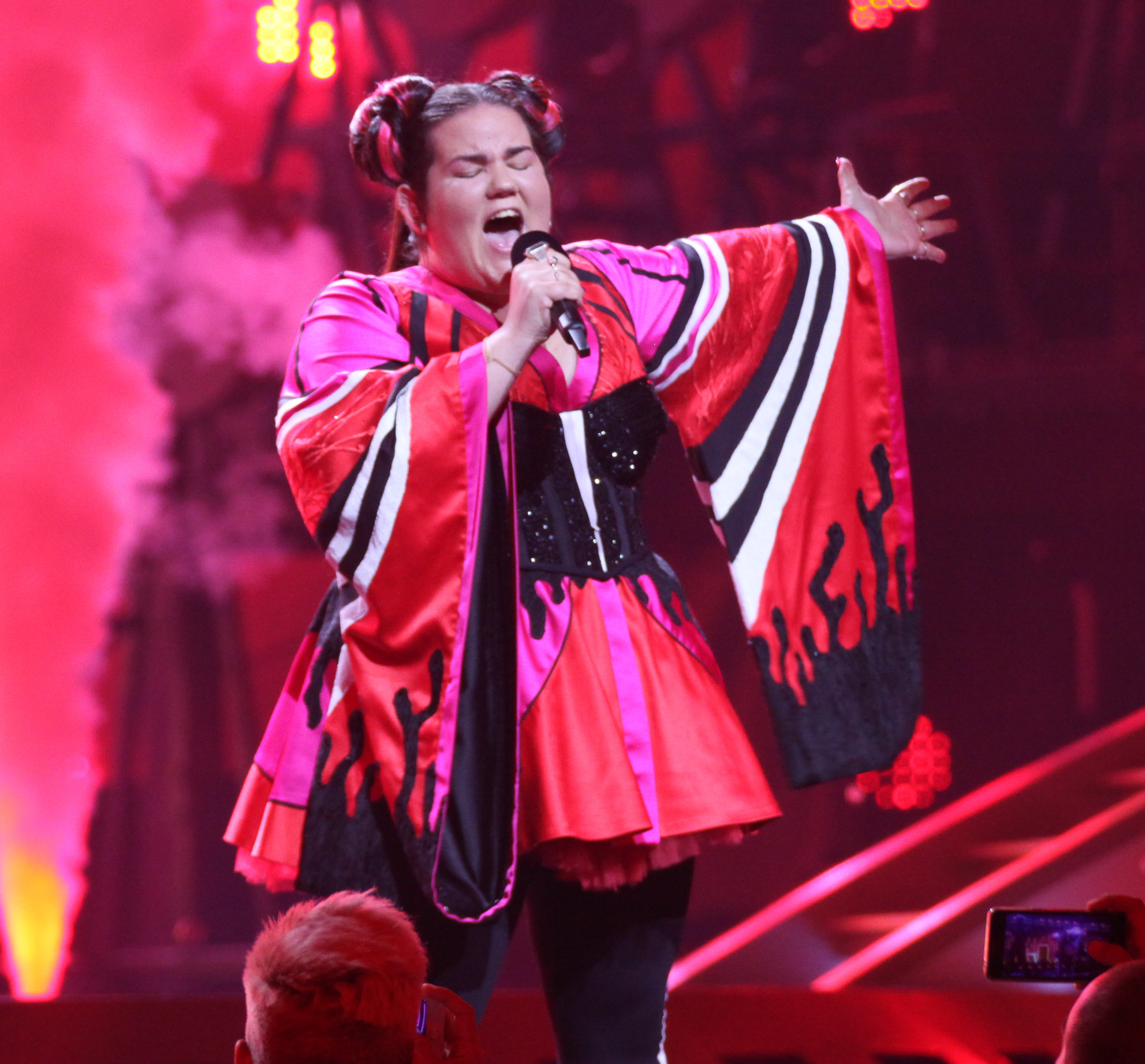
Netta Barzilaï lors de l'Eurovision 2018

Enfin la quatrième victoire a lieu le 12 mai 2018 au Portugal avec la chanson Toy interprétée par Netta Barzilai, devant Chypre et l'Autriche.

### Autres
Le pays a en outre terminé, à trois reprises, à la deuxième place (en finale en 1982, 1983 et 2025) et, à cinq reprises, à la troisième place (en finale en 1991 et 2023 et en demi-finale en 2015 et 2017 et 2023).
Israël n'a jamais obtenu de nul point, ni même terminé à la dernière place.

## Pays hôte
Israël a organisé le concours à trois reprises : en 1979, 1999 et 2019.

### En 1979

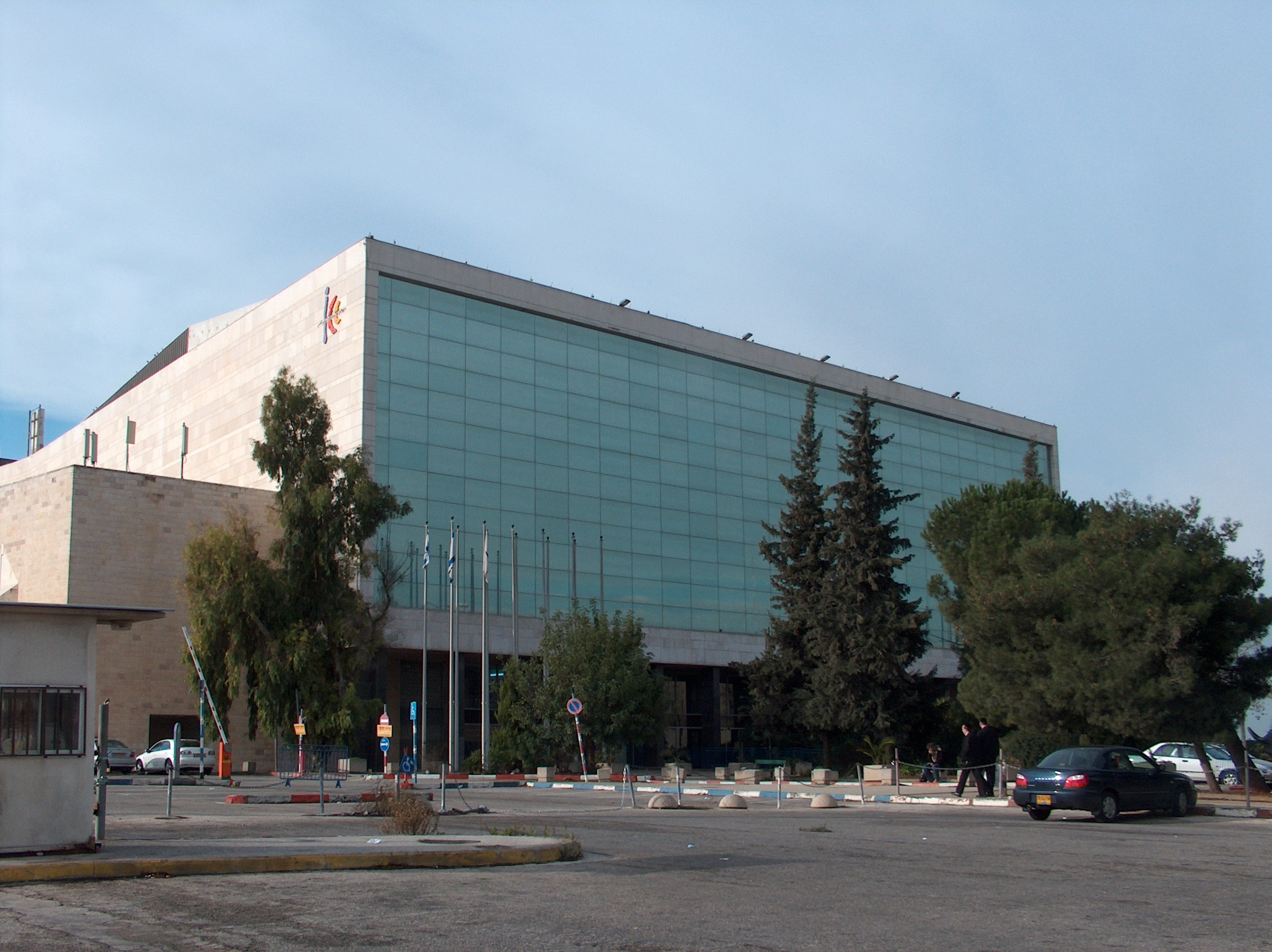
Le Centre de conventions internationales de Jérusalem accueille l'évènement à deux reprises, en 1979 et en 1999.

L’évènement se déroula le samedi 31 mars 1979, au Centre de conventions Binyanei Ha'Ooma, à Jérusalem. Les présentateurs de la soirée furent Yardena Arazi et Daniel Pe'er et le directeur musical, Izhak Graziani.
Ce fut la première fois que le concours se tint dans une ville située en dehors du continent européen. En raison de l'hostilité à Israël des pays voisins, il était impossible de développer un réseau terrestre connecté à l'Europe ; l'édition 1979 fut donc la première de l'histoire du concours à être diffusée à tous les pays participants par satellite.
Ce fut la dernière fois que la finale eut lieu au mois de mars. Enfin, ce fut la première émission en couleur produite par la télévision publique israélienne.
Des groupes religieux orthodoxes manifestèrent à plusieurs reprises leur opposition à l’organisation du concours. En effet, celui-ci avait fixé un samedi, jour du shabbat, jour de repos consacré dans la religion juive. Cela et le contexte international eurent pour conséquence un renforcement drastique des mesures de sécurité.

### En 1980
Israël, qui avait organisé et remporté l'édition 1979, ne put se charger de l’organisation du concours en 1980. La télévision publique israélienne ne parvint en effet pas à rassembler les fonds nécessaires à la production d’un autre évènement international. Sollicité, le gouvernement israélien refusa toute rallonge au budget de l’IBA. L’UER se tourna alors vers l’Espagne, qui avait terminé deuxième, et le Royaume-Uni, qui avait déjà organisé le concours à six reprises. Mais tous deux refusèrent. Ce fut finalement la télévision publique néerlandaise qui accepta d’organiser le concours. Le temps étant compté, NOS réutilisa essentiellement le schéma de production de l’édition 1976, ce qui explique les nombreuses similitudes entre ces deux éditions. Cependant NOS fixa la date du concours, au 19 avril. Cela entraîna le désistement d’Israël, ce jour-là étant celui de Yom Hazikaron, commémoration nationale annuelle des victimes de guerre israéliennes.
Ce fut la seule fois de l’histoire du concours où un pays vainqueur ne revint pas défendre son titre l’année suivante.

### En 1999
L’évènement se déroula le samedi 29 mai 1999, à l'International Convention Center de Jérusalem. Les présentateurs de la soirée furent Dafna Dekel, Sigal Shahamon et Yigal Ravid. Ce fut la toute première fois que le concours fut présenté par trois personnes.
Certains experts doutèrent initialement des capacités financières de la télévision publique israélienne d’organiser l’évènement, le gouvernement israélien hésitant avant d’accorder les subsides nécessaires. En effet, les groupes de pression conservateurs, politiques et religieux, s’opposèrent vivement à cette célébration, due à la victoire l’année précédente de la chanteuse transsexuelle Dana International. Le maire de Jérusalem lui-même exprima publiquement son opposition à la venue de l’Eurovision dans sa capitale. Le 29 mai demeure à ce jour[Quand ?] la date la plus tardive à laquelle fut jamais organisée le concours.
Le recours à un orchestre étant devenu facultatif, la télévision publique israélienne se saisit de cette opportunité pour réduire le budget de l’organisation et ne fournit tout simplement aucun orchestre aux participants. Ce fut donc la première fois dans l’histoire du concours qu’aucune musique ne fut interprétée en direct durant la retransmission et que tous les interprètes furent accompagnés d’une bande-son. Pour la toute première fois aussi, le déroulement de la retransmission intégra un intervalle permettant aux télédiffuseurs qui le souhaitaient de diffuser des publicités.

### En 2019

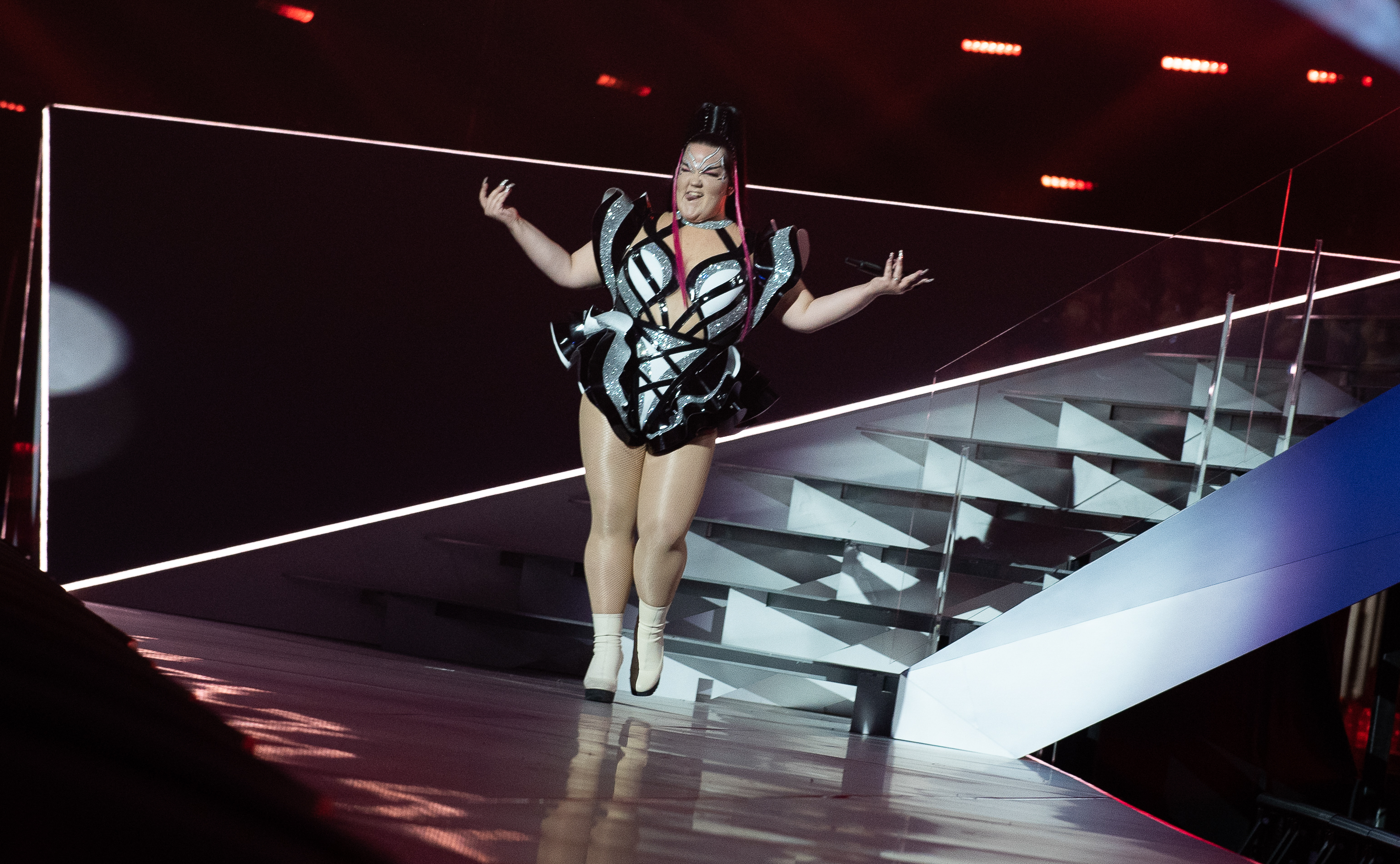
Netta Barzilaï ouvrant la cérémonie de l'Eurovision en 2019

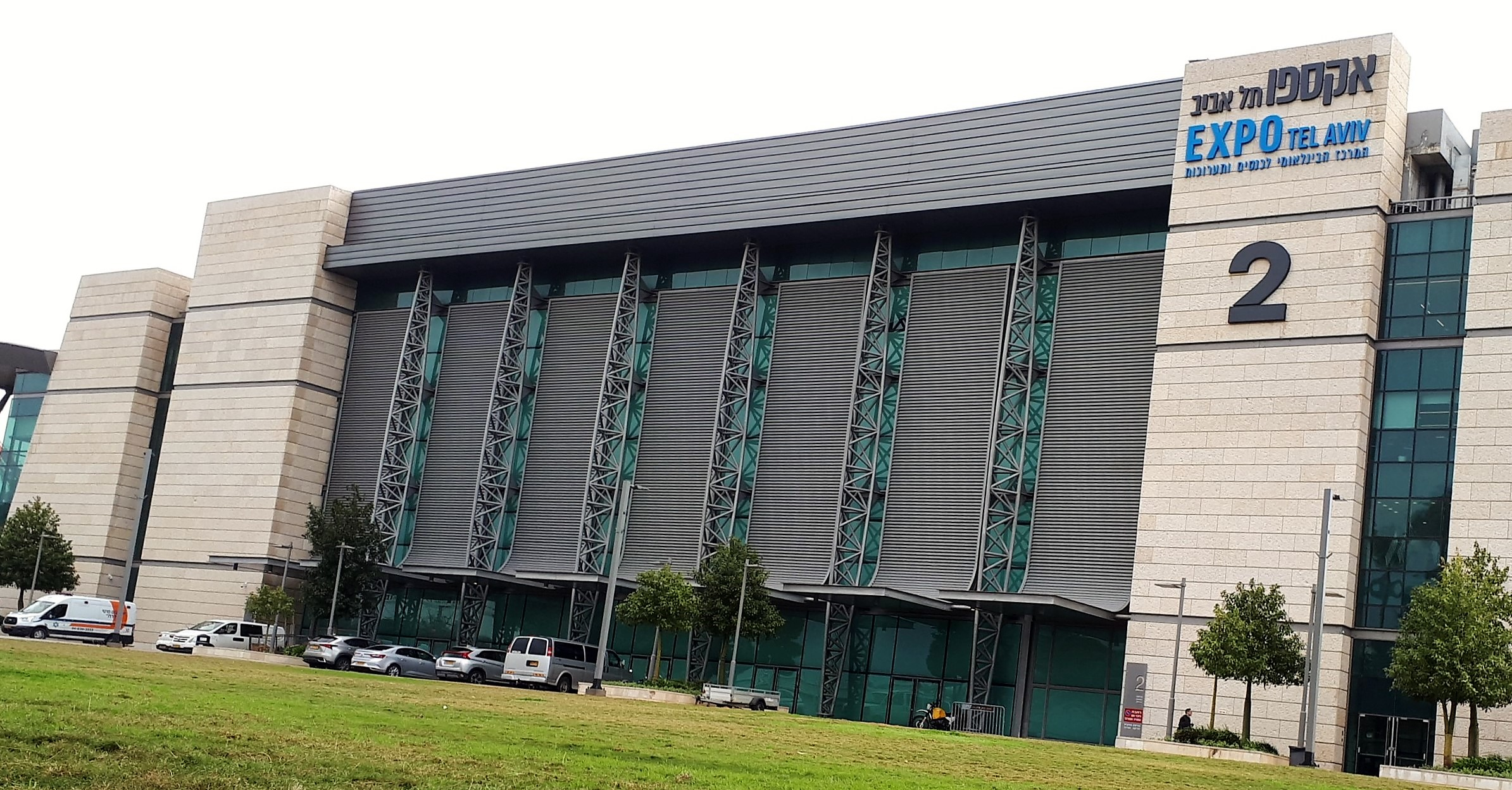
Tel Aviv est la ville hote du concours en 2019.

L’évènement se déroula les 14, 16 et 18 mai 2019, à l'Expo Tel Aviv de Tel Aviv-Jaffa. Les quatre présentateurs de la soirée furent le mannequin Bar Refaeli, les animateurs Erez Tal et Assi Azar, et la journaliste Lucy Ayoub.
Netta Barzilaï, la lauréate de la session précédente, chanta sa chanson victorieuse, Toy.
Pour la première fois depuis 2013, la Green room (pièce dans laquelle les artistes attendent les résultats des votes) est installée dans une salle annexe pour des raisons de sécurité.

## Faits notables
En 1973, à la suite des débuts d'Israël et de l'attentat de Munich l'année précédente, les mesures de sécurité furent considérablement renforcées. Selon le commentateur britannique Terry Wogan, le responsable de la sécurité recommanda aux spectateurs de demeurer assis durant tout le spectacle, spécialement durant les applaudissements. Cela afin d'éviter d'être abattus par les services de sécurité présents dans la salle.
En 1974, un an après la guerre du Kippour, la chanson Natati la haiai (I Gave Her My Life) appela à une coexistence pacifique entre Juifs et Arabes, et critiqua implicitement le Premier ministre Golda Meir pour ne pas avoir trouvé d'accord de paix avec l'Egypte. Il s'agit d'un premier exemple de chanson évoquant le conflit israélo-arabe et essayant de donner d'Israël une image plus pacifique. Il y en eut d'autres, par la suite, dans l'histoire de la participation d'Israël au concours.
En 1976, les participantes israéliennes, Yardena Arazi, Ruthie Holzman et Leah Lupatin, s'étaient rencontrées lors de leur service militaire, obligatoire en Israël. Après leur démobilisation, elles décidèrent de se lancer dans la chanson et formèrent le groupe Chocolat Menta Mastik (Chocolat, Menthe, Chewing-Gum). La chanson qu'elles interprétèrent au concours appela à une amélioration des relations entre Israël et ses voisins.
En 1982, lors de la prestation israélienne, une des danseuses accompagnant Avi Toledano heurta un micro, qui chuta dans le parterre, sans autre conséquence.
En 1983, le pays fut représenté par la chanson Hi (Alive). La chanson raconte l'histoire du peuple d'Israël en expliquant qu'il a survécu à plusieurs tentatives de le détruire. Le concours avait lieu cette année-là à Munich, ce qui rendit son message encore plus puissant. Lieu de fondation du parti nazi en 1920, Munich avait également été la ville-hôte des Jeux olympiques d'été de 1972, marqués par la mort de onze athlètes israéliens, assassinés par le groupe terroriste palestinien Septembre noir.
En 1987, le ministre de la culture israélien n'apprécia que fort peu la chanson sélectionnée pour représenter son pays. Il s'agissait d'un morceau parodique, moquant l'absurdité de la vie, interprété par le duo satirique Datner & Kushnir. Le ministre menaça publiquement de démissionner, si la chanson était présentée à Bruxelles. Il ne tint cependant pas parole et Israël termina huitième.
En 1988, la représentante israélienne, Yardena Arazi, n'avait décidé de représenter son pays, qu'à condition d'être certaine de remporter la victoire. Après que le tirage au sort des ordres de passage eut lieu et qu'Israël eut reçu la neuvième place, Arazi alla consulter une voyante. Celle-ci lui assura que la chanson qui passerait en neuvième position remporterait à coup sûr le concours. Arazi accepta l'offre de la télévision publique israélienne et se choisit la chanson Ben Adam. Mais quelques semaines avant la finale, la chanson chypriote fut disqualifiée et Chypre, qui avait tiré la deuxième place, dut se retirer. Par conséquent, les ordres de passage furent tous avancés. Israël obtint alors la huitième place. Yardena Arazi termina finalement, septième. Quant à la fameuse neuvième place, elle échut à la Suisse et à Céline Dion, qui remportèrent la victoire, comme l'avait prédit la voyante.
En 1989, deux participants suscitèrent une vive controverse dans les médias, en raison de leur jeune âge. Le représentant israélien, Gili, était en effet âgé de douze ans. Quant à la représentante française, Nathalie Pâque, elle en avait à peine onze. L'UER décida alors de modifier le règlement de l'Eurovision. Dès l'année suivante, il fut imposé aux candidats d'avoir seize ans révolus, le jour du concours.
En 2000, la prestation des représentants israéliens, le groupe Ping Pong, suscita une vive controverse dans leur pays et ailleurs. Arrivés au refrain, les deux membres masculins du groupe s'embrassèrent sur la bouche. Puis, au dernier couplet, ils brandirent des drapeaux syriens et israéliens. En fait, la chanson qui parle d'une histoire d'amour entre un Syrien et une Israélienne, n'est pas comprise car ses paroles sont en hébreu ; le groupe souhaitait promouvoir la paix entre Israël et la Syrie,.
En 2002, la représentante israélienne, Sarit Hadad interprète Light a Candle (Allume une bougie), un message d'espoir délivré quelques mois après le début de la deuxième Intifada. Certains commentateurs furent accusés d'avoir recommandé aux téléspectateurs de ne pas voter pour Israël. Cet appel au boycott aurait été lié à la situation politique au Proche-Orient et l’Opération Rempart. Il s'agissait en réalité d'une mauvaise interprétation de leurs propos. Le commentateur belge, Jean-Pierre Hautier, se retrouva ainsi pris dans la controverse. Pour le disculper, la télévision publique belge francophone dut fournir les enregistrements de la retransmission au ministère belge des affaires étrangères.
En 2007, Israël fut représenté par la chanson Push the Button (Appuie sur le bouton), qui pouvait être interprété comme une protestation contre le programme nucléaire iranien menaçant l'Etat hébreu.
En 2009, les représentantes israéliennes étaient les chanteuses Noa et Mira Awad. La première avait déjà remporté de grands succès commerciaux auparavant. Quant à la seconde, elle devint la toute première arabe israélienne à représenter son pays. Leur chanson, There Must Be Another Way, était un appel à la paix entre Israéliens et Palestiniens. Ce fut la deuxième fois dans l'histoire du concours qu'une chanson fut interprétée en arabe, après celle ayant représenté le Maroc, en 1980. Awad fit l'objet de critiques l'accusant de trahir ses origines arabes en représentant Israël au concours.
En 2018, alors que des manifestants ayant amené des bannières pro-palestiniennes sur le lieu du concours de chansons à Lisbonne essayaient vainement de les déployer pour boycotter la participation israélienne, un journaliste publie la liste détaillant les capitales de tous les pays avec le nom, le sexe et la profession de la personne présentant les votes de chaque pays, alors que pour Israël, le document précise que « seul Israël doit être mentionné » et non sa capitale. Partant, la ministre israélienne de la Culture et des Sports, Miri Regev, a protesté contre le fait que la présentatrice israélienne Lucy Ayoubse soit exprimée en arabe lors de la retransmission en direct alors que la langue officielle d'Israël est l'hébreu, et n'ait effectivement pas mentionné sa capitale Jérusalem, contrairement à la présentation de tous les autres pays en lice,.
En 2019, pour éviter l'aggravation de la polémique,, et malgré le fait que Jérusalem avait déjà été la capitale d'accueil de l'Eurovision de 1979 et celui de 1999, c'est Tel Aviv et non Jérusalem qui est désignée l'année suivante comme la ville hôtesse du concours de l'Eurovision 2019 pour sa 64e édition. À cette occasion, parmi les signes de protestation contre la tenue en Israël du concours, l'Islande envoie Hatari, un groupe électro-punk qui, vêtu de tenues évoquant le sado-masochisme, chante une chanson intitulée La haine va triompher.

## Controverses sur la participation du pays en 2024-2025
Depuis le début de la guerre à Gaza le 7 octobre 2023, des appels à l'exclusion d'Israël du concours sont faits, notamment en raison de la crise humanitaire résultant de l'invasion israélienne de la bande de Gaza,,. Ces appels incluent des manifestations et pétitions destinées aux diffuseurs nationaux de plusieurs pays participants, notamment en Finlande, Islande et Norvège, leur demandant de se retirer ou de faire pression sur l'UER pour exclure Israël. Le diffuseur islandais RÚV ne décide de sa participation que le 11 mars 2024, date limite de la soumission des chansons pour les diffuseurs participants, à laquelle la participation ou non d'Israël sera confirmée. Aucun autre diffuseur n'a ouvertement indiqué son opposition à la participation israélienne. Cependant, le diffuseur slovène RTVSLO, en réponse aux appels lancés dans le pays, demande à l'UER de tenir des discussions avec ses membres sur la problématique,. En novembre 2023, l'équipe de production de SVT annonce son intention d'intensifier les mesures de sécurité et de rester en contact avec les autorités policières de Malmö pendant la tenue de l'Eurovision, citant un risque potentiel d'attaques terroristes.
Fin février 2024, les médias israéliens rapportent que deux chansons ont été présélectionnées pour l'Eurovision, intitulées October Rain et Dance Forever. Les deux ont été soumises à l'UER mais rejetées car contenant des paroles politiques,,,,. Le diffuseur israélien Kan confirme ces dires le 3 mars, indiquant également avoir demandé aux auteurs des deux chansons d'ajuster les paroles pour les rendre éligibles. La chanson sélectionnée, intitulée Hurricane est publiée le 10 mars 2024,, l'UER ayant donné son approbation trois jours auparavant,,,.
Le 29 mars 2024, les représentants du Danemark, de la Finlande, de l'Irlande, de la Norvège, du Portugal, du Royaume-Uni et de Saint-Marin appellent à un cessez-le-feu à Gaza ainsi qu'à la libération des otages,.
De nombreuses protestations à la présence d'Israël ont lieu lors de la semaine du concours. D'abord, des manifestations contre la participation israélienne réunissent plusieurs milliers de personnes à Malmö le jeudi 9 et le samedi 11 mai,. En outre, des signes de contestation sont exprimés lors du concours lui-même. Ainsi, pendant la première demi-finale, le chanteur suédois Eric Saade, qui assure une partie de l'acte d'ouverture, proteste contre la participation d'Israël en portant un keffieh autour du bras pendant sa prestation. L'Eurovision exprime son regret qu'il « ait décidé de transiger avec l’idée d’une compétition neutre ». Fred Leone, joueur de didgeridoo pendant la prestation de l'Australie, peint une pastèque sur son torse en protestation au « génocide » à Gaza. De plus, l'UER contraint Bambie Thug, représentant l'Irlande, à enlever les mots « cessez-le-feu » et « liberté pour la Palestine » qui étaient peints sur son corps en alphabet ogham. Lors de la finale, l'artiste représentant le Portugal, Iolanda, vernit ses ongles avec des motifs de keffieh. Le diffuseur belge flamand VRT diffuse, préalablement aux directs où participe Israël, le message : « Ceci est une action syndicale. Nous condamnons les violations des droits de l’homme commises par l’État d’Israël. De plus, l’État d’Israël détruit la liberté de la presse. C’est pourquoi nous interrompons brièvement l’image. #CeaseFireNow StopGenocideNow ». Enfin, l'ensemble des prestations israéliennes sont fortement huées, forçant l'UER à utiliser un système anti-huées et poussant le diffuseur israélien Kan à déposer une plainte formelle auprès de lui,,,,,,,,,. Après la finale, la directrice du divertissement du diffuseur serbe RTS, Olivera Kovačević, s'exprime sur la participation israélienne, considérant qu'elle n'est pas « juste ».
En 2025, alors que la guerre à Gaza se poursuit, la participation d'Israël continue d'alimenter les controverses. Ainsi, dès décembre, le diffuseur slovène RTVSLO demande à l'UER d'exclure Israël,,. Dans les semaines précédant le concours, les diffuseurs RTVE (Espagne), RÚV (Islande),, RTÉ (Irlande),,, et enfin VRT (Belgique néerlandophone) appellent à une discussion entre les pays membres de l'union concernant la participation israélienne. Dans un premier temps, l'UER communique que « tous les membres de l'UER sont éligibles pour participer », Israël inclus,,. Cependant, l'union s'engagera plus tard à tenir des discussions sur le sujet,. De plus, soixante-douze anciens participants à l'Eurovision, dont les anciens vainqueurs Charlie McGettigan et Salvador Sobral, signent une lettre demandant l'exclusion d'Israël ; le gagnant de l'édition précédente, Nemo, émet indépendamment une demande similaire,,,,.
Lors de la deuxième demi-finale, à laquelle participait Israël, les commentateurs espagnols de la RTVE, Tony Aguilar et Julia Varela mentionnent le conflit à Gaza et les victimes qu'il engendre. En réponse, l'UER demande à la RTVE de ne « ne plus mentionner le conflit de Gaza ». Malgré cette demande, RTVE affiche à l'écran le message « Lorsque les droits de l'homme sont en jeu, le silence n'est pas une option. Paix et justice pour la Palestine. » avant de diffuser la finale,,.
Au concours, la prestation d'Israël est accueillie par les huées du public, que la SRG SSR remplace par des applaudissements préenregistrés pour la transmission télévisée. Israël se classera finalement en deuxième place du classement, en ayant remporté le télévote. Ce score fait alors polémique pour la deuxième année consécutive. Le journal espagnol El País explique ce succès en pointant des campagnes de mobilisation de la part d'Israël et de plusieurs médias proches de l'extrême droite européens.
Le 19 mai 2025, la RTVE et la VRT annoncent toutes deux qu'elles demandent un audit sur les résultats du télévote dans leur pays, l'Espagne et la Belgique ayant toutes deux attribué leurs 12 points à Israël. La VRT demande également à l'UER une « transparence totale », et indique qu'elle reconsidérera sa participation aux prochaines éditions, notant que le concours est « de plus en plus en contradiction avec les normes et les valeurs originelles de l'événement, ainsi que celles de la diffusion publique »,,,,,,,. Ces deux diffuseurs sont rejoints dans leur demande d'audit par la RÚV le même jour, puis la RTÉ, et la NRK (Norvège) le lendemain. De leur côté, le diffuseur belge francophone RTBF annonce soutenir la demande de transparence de la VRT, tandis que le diffuseur finlandais Yle demande à l'UER de retravailler le système de télévote « pour éviter les abus ».
D'autres voix s'élèvent également concernant l'exclusion d'Israël. Ainsi RTVSLO réitère à deux reprises son appel précédent, demandant également des mesures concrètes pour la transparence du télévote, tandis que les diffuseurs néerlandais AVROTROS et NPO se joignent aux appels à la discussion,. Enfin, le Premier ministre espagnol Pedro Sánchez demande également l'exclusion d'Israël estimant que l'UER applique « deux poids, deux mesures » en excluant la Russie à la suite de l'invasion de l'Ukraine, mais pas Israël en raison de sa conduite dans la guerre de Gaza, qu'il qualifie de « génocidaire »,,. Plusieurs députés belges évoquent également une campagne d'influence des autorités israéliennes et remettent en cause la participation du pays, tandis que des députés espagnols, membres de la coalition Sumar, soumettent une proposition non-législative au Congrès des députés demandant une réforme du concours et l'exclusion d'Israël,. JJ, vainqueur de cette édition 2025, déclare quelques jours après sa victoire qu'il souhaite que l'Eurovision 2026 se déroule « à Vienne sans Israël ».
Toujours le 19 mai, Eurovision News Spotlight, une initiative de l'UER pour la vérification des faits et le renseignement d'origine sources ouvertes, rapporte avoir obtenu des preuves que l'Agence de publicité du gouvernement israélien a mené une campagne publicitaire pour encourager le soutien du public. Dans le cadre de l'enquête, Eurovision News Spotlight a analysé un compte YouTube créé le 20 avril 2025, sous le nom d'utilisateur @Vote4NewDayWillRise. Entre le 6 et le 16 mai, le compte publie au moins 89 vidéos, réparties en deux campagnes : une pour la demi-finale ciblant 14 pays et une deuxième pour la finale ciblant 35 pays. Les vidéos réunissent plus de 8,3 millions de vues. De plus, une partie des vidéos a été supprimée le jour de la finale, dont une qui totalisait à elle seule au moins 25,2 millions de vues. Ces vidéos sont ensuite relayées sur différents réseaux sociaux, incluant Instagram, TikTok et X, par certains comptes officiels de l'État et notamment ceux des ambassades d'Israël à travers le monde, ou encore ceux du Premier ministre Benyamin Netanyahou, qui fournissent des instructions sur la façon dont les votants peuvent exprimer leurs 20 votes autorisés en faveur d'Israël. Ce type de manipulation, bien que non interdit par le règlement du concours, est qualifié d'« abus » du système par le diffuseur finlandais Yle,. L'analyse, réalisée à l'aide d'outils open source, n'a trouvé aucune preuve de l'utilisation de l'intelligence artificielle pour les publicités, suggérant que la représentante d'Israël, Yuval Raphael, était personnellement impliquée dans la création des vidéos promotionnelles. Le gouvernement israélien a, par ailleurs, admis avoir procédé à une opération similaire l'année précédente,,,,.
Selon le journal britannique The Guardian, plusieurs données dessinent une contradiction entre les résultats du télévote et la popularité réelle de la chanson israélienne auprès du public. Le nombre d'écoutes et de visionnages observé sur Spotify et sur YouTube au jour du concours montre que le titre de Yuval Raphael est loin d'être aussi populaire que plusieurs de ses concurrents. Ainsi, New Day Will Rise ne se classe qu'à la 19e place des chansons de cette édition sur Spotify durant la semaine où se tient le concours. De plus, la VRT révèle, de son côté, une disparité entre les audiences de l'émission et le nombre de votes envoyés dans le pays. Ainsi, alors que le nombre de téléspectateurs du concours a chuté en Belgique — passant de 1,6 million de téléspectateurs en 2023 à 950 000 en 2025 —, le nombre de votes n'a, lui, cessé de croître au point de quasiment doubler en 2 ans, passant de 129 932 télévotes en 2023 à 200 614 en 2024 et 220 554 en 2025,.

## Représentants
| Année               | Artiste(s)                            | Chanson                           | Langue(s)                         | Traduction française              | Finale                                                 | Finale                                                 | Demi-finale                                            | Demi-finale                                            |
| Année               | Artiste(s)                            | Chanson                           | Langue(s)                         | Traduction française              | Place                                                  | Points                                                 | Place                                                  | Points                                                 |
| ------------------- | ------------------------------------- | --------------------------------- | --------------------------------- | --------------------------------- | ------------------------------------------------------ | ------------------------------------------------------ | ------------------------------------------------------ | ------------------------------------------------------ |
| 1973                | Ilanit                                | Ey sham (en)                      | Hébreu                            | Quelque part                      | 04                                                     | 97                                                     |                                                        |                                                        |
| 1974                | Kaveret (en)                          | Natati la khayay (en)             | Hébreu                            | Je lui ai donné ma vie            | 07                                                     | 11                                                     |                                                        |                                                        |
| 1975                | Shlomo Artzi                          | At va'ani                         | Hébreu                            | Toi et moi                        | 11                                                     | 40                                                     |                                                        |                                                        |
| 1976                | Chocolate Menta Mastik                | Emor shalom                       | Hébreu                            | Dis bonjour                       | 06                                                     | 77                                                     |                                                        |                                                        |
| 1977                | Ilanit                                | Ahava hi shir leshnayim (he)      | Hébreu                            | L'amour est une chanson pour deux | 11                                                     | 49                                                     |                                                        |                                                        |
| 1978                | Izhar Cohen & The Alphabeta           | A-Ba-Ni-Bi                        | Hébreu                            | Je t'aime                         | 01                                                     | 157                                                    |                                                        |                                                        |
| 1979                | Gali Atari & Milk and Honey           | Hallelujah                        | Hébreu                            | Alléluia                          | 01                                                     | 125                                                    |                                                        |                                                        |
| Retrait en 1980.    |                                       |                                   |                                   |                                   |                                                        |                                                        |                                                        |                                                        |
| 1981                | Habibi (en)                           | Halayla (he)                      | Hébreu                            | Ce soir                           | 07                                                     | 56                                                     |                                                        |                                                        |
| 1982                | Avi Toledano (en)                     | Hora (he)                         | Hébreu                            | Hora                              | 02                                                     | 100                                                    |                                                        |                                                        |
| 1983                | Ofra Haza                             | Hai (he)                          | Hébreu                            | En vie                            | 02                                                     | 136                                                    |                                                        |                                                        |
| Retrait en 1984.    |                                       |                                   |                                   |                                   |                                                        |                                                        |                                                        |                                                        |
| 1985                | Izhar Cohen                           | Olé, Olé (he)                     | Hébreu                            | -                                 | 05                                                     | 93                                                     |                                                        |                                                        |
| 1986                | Moti Giladi (en) & Sarai Tzuriel (he) | Yavoh yom (he)                    | Hébreu                            | Un jour viendra                   | 19                                                     | 07                                                     |                                                        |                                                        |
| 1987                | Lazy Bums (he)                        | Shir habatlanim                   | Hébreu                            | La chanson des fainéants          | 08                                                     | 73                                                     |                                                        |                                                        |
| 1988                | Yardena Arazi                         | Ben adam (he)                     | Hébreu                            | L'être humain                     | 07                                                     | 85                                                     |                                                        |                                                        |
| 1989                | Gili (he) & Galit (he)                | Derech hamelech                   | Hébreu                            | La voie du roi                    | 12                                                     | 50                                                     |                                                        |                                                        |
| 1990                | Rita                                  | Shara barkhovot (he)              | Hébreu                            | En chantant dans les rues         | 18                                                     | 16                                                     |                                                        |                                                        |
| 1991                | Duo Datz (en)                         | Kan                               | Hébreu                            | Ici                               | 03                                                     | 139                                                    |                                                        |                                                        |
| 1992                | Dafna Dekel (en)                      | Ze rak sport (he)                 | Hébreu                            | Ce n'est que du sport             | 06                                                     | 85                                                     |                                                        |                                                        |
| 1993                | Lehakat Shiru (en)                    | Shiru (he)                        | Hébreu, anglais                   | Chante                            | 24                                                     | 04                                                     |                                                        |                                                        |
| Relégation en 1994. |                                       |                                   |                                   |                                   |                                                        |                                                        |                                                        |                                                        |
| 1995                | Liora (he)                            | Amen (he)                         | Hébreu                            | -                                 | 08                                                     | 81                                                     |                                                        |                                                        |
| 1996                | Galit Bell (he)                       | Shalom olam (he)                  | Hébreu                            | Salut, monde                      |                                                        |                                                        | 28                                                     | 12                                                     |
| Retrait en 1997.    |                                       |                                   |                                   |                                   |                                                        |                                                        |                                                        |                                                        |
| 1998                | Dana International                    | Diva                              | Hébreu                            | -                                 | 01                                                     | 172                                                    |                                                        |                                                        |
| 1999                | Eden                                  | Yom huledet (en) (Happy Birthday) | Hébreu, anglais                   | Joyeux anniversaire               | 05                                                     | 93                                                     |                                                        |                                                        |
| 2000                | Ping Pong (en)                        | Sameyakh (en)                     | Hébreu                            | Sois heureux                      | 22                                                     | 07                                                     |                                                        |                                                        |
| 2001                | Tal Sondak (en)                       | En davar (he)                     | Hébreu                            | Peu importe                       | 16                                                     | 25                                                     |                                                        |                                                        |
| 2002                | Sarit Hadad                           | Light a Candle (he)               | Hébreu, anglais                   | Allume une bougie                 | 12                                                     | 37                                                     |                                                        |                                                        |
| 2003                | Lior Narkis                           | Words for Love                    | Hébreu, anglais                   | Des mots pour l'amour             | 19                                                     | 17                                                     |                                                        |                                                        |
| 2004                | David D'Or (en)                       | Leha'amin (he)                    | Hébreu, anglais                   | Croire                            |                                                        |                                                        | 11                                                     | 57                                                     |
| 2005                | Shiri Maymon                          | Hasheket shenish'ar               | Anglais, hébreu                   | Le silence qui demeure            | 04                                                     | 154                                                    | 07                                                     | 158                                                    |
| 2006                | Eddie Butler                          | Together We Are One (he)          | Anglais, hébreu                   | Ensemble, nous ne sommes qu'un    | 23                                                     | 04                                                     |                                                        |                                                        |
| 2007                | Teapacks                              | Push the Button (en)              | Anglais, français, hébreu         | Pousse le bouton                  |                                                        |                                                        | 24                                                     | 17                                                     |
| 2008                | Boaz Mauda                            | The Fire in Your Eyes (he)        | Hébreu, anglais                   | Le feu dans tes yeux              | 09                                                     | 124                                                    | 05                                                     | 104                                                    |
| 2009                | Noa & Mira Awad                       | There Must Be Another Way         | Anglais, hébreu, arabe            | Il doit y avoir une autre façon   | 16                                                     | 53                                                     | 07                                                     | 75                                                     |
| 2010                | Harel Skaat                           | Milim                             | Hébreu                            | Des mots                          | 14                                                     | 71                                                     | 08                                                     | 71                                                     |
| 2011                | Dana International                    | Ding Dong                         | Hébreu, anglais                   | -                                 |                                                        |                                                        | 15                                                     | 38                                                     |
| 2012                | Izabo                                 | Time                              | Anglais, hébreu                   | Temps                             |                                                        |                                                        | 13                                                     | 33                                                     |
| 2013                | Moran Mazor                           | Rak bishvilo                      | Hébreu                            | Rien que pour lui                 |                                                        |                                                        | 14                                                     | 40                                                     |
| 2014                | Mei Feingold                          | Same Heart (he)                   | Anglais, hébreu                   | Même cœur                         |                                                        |                                                        | 14                                                     | 19                                                     |
| 2015                | Nadav Guedj                           | Golden Boy                        | Anglais                           | Garçon en or                      | 09                                                     | 97                                                     | 03                                                     | 151                                                    |
| 2016                | Hovi Star                             | Made of Stars                     | Anglais                           | Faits d'étoiles                   | 14                                                     | 135                                                    | 07                                                     | 147                                                    |
| 2017                | Imri Ziv                              | I Feel Alive                      | Anglais                           | Je me sens en vie                 | 23                                                     | 39                                                     | 03                                                     | 207                                                    |
| 2018                | Netta Barzilai                        | Toy                               | Anglais, hébreu                   | Jouet                             | 01                                                     | 529                                                    | 01                                                     | 283                                                    |
| 2019                | Kobi Marimi                           | Home                              | Anglais                           | Maison                            | 23                                                     | 35                                                     |                                                        |                                                        |
| 2020                | Eden Alene                            | Feker Libi                        | Anglais, amharique, arabe, hébreu | Aime mon cœur                     | Concours annulé à la suite de la pandémie de Covid-19. | Concours annulé à la suite de la pandémie de Covid-19. | Concours annulé à la suite de la pandémie de Covid-19. | Concours annulé à la suite de la pandémie de Covid-19. |
| 2021                | Eden Alene                            | Set Me Free                       | Anglais, hébreu                   | Délivre-moi                       | 17                                                     | 93                                                     | 05                                                     | 192                                                    |
| 2022                | Michael Ben David                     | I. M. (en)                        | Anglais                           | Je suis                           |                                                        |                                                        | 13                                                     | 61                                                     |
| 2023                | Noa Kirel                             | Unicorn (en)                      | Anglais, hébreu                   | Licorne                           | 03                                                     | 362                                                    | 03                                                     | 127                                                    |
| 2024                | Eden Golan                            | Hurricane                         | Anglais, hébreu                   | Ouragan                           | 05                                                     | 375                                                    | 01                                                     | 194                                                    |
| 2025                | Yuval Raphael                         | New Day Will Rise                 | Anglais, français, hébreu         | Un nouveau jour se lèvera         | 02                                                     | 357                                                    | 01                                                     | 203                                                    |

- Première place
- Deuxième place
- Troisième place
- Dernière place

 Qualification automatique en finale
 Élimination en demi-finale

## Galerie

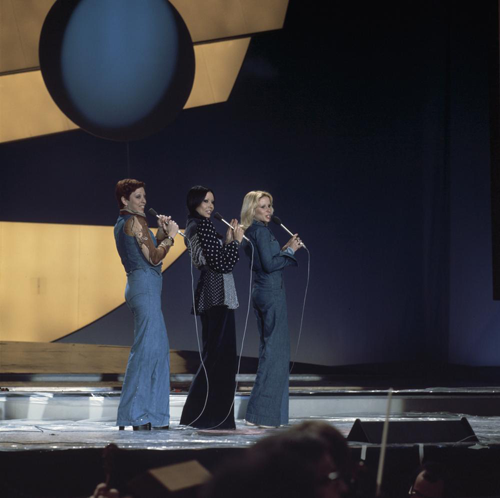
Chocolate Menta Mastik à la Haye (1976).
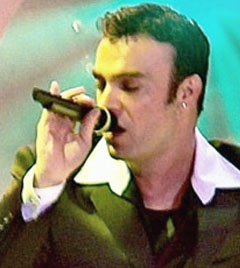
David D'Or à Istanbul (2004)
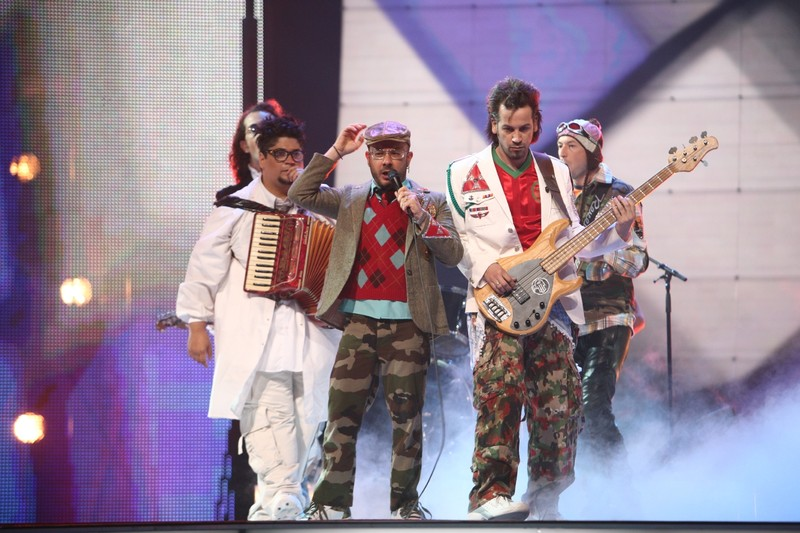
Teapacks à Helsinki (2007)
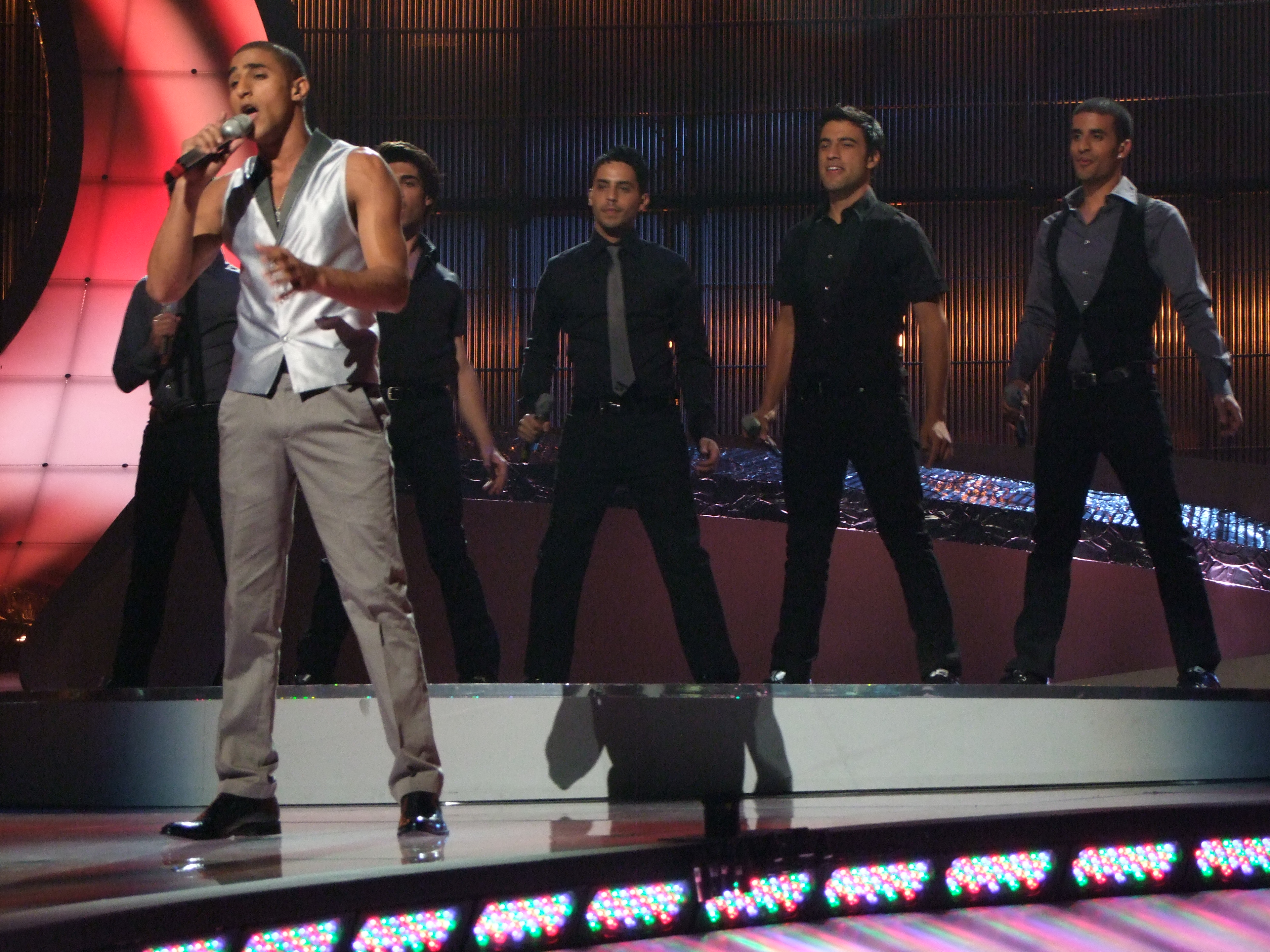
Boaz Mauda à Belgrade (2008)
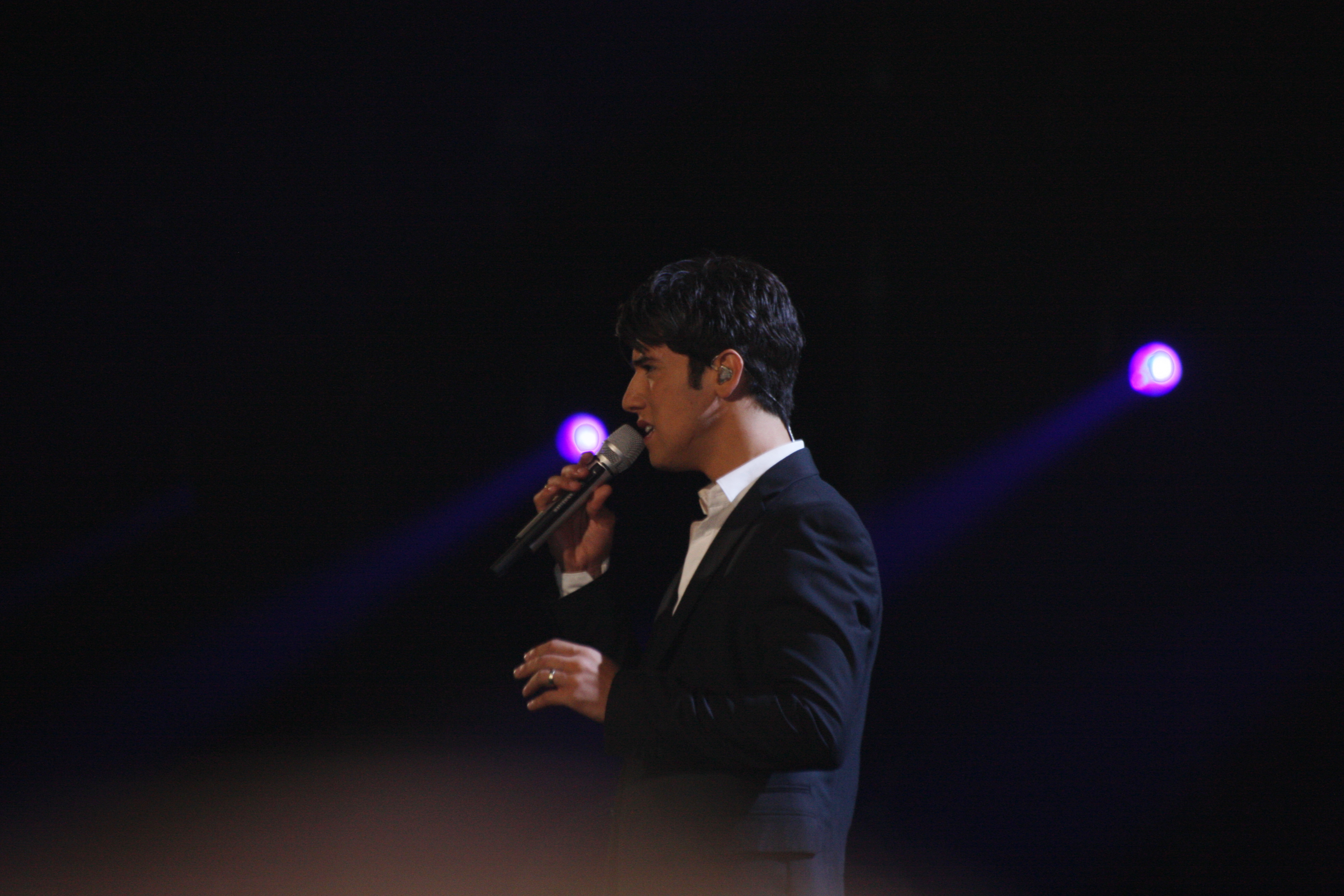
Harel Skaat à Oslo (2010)
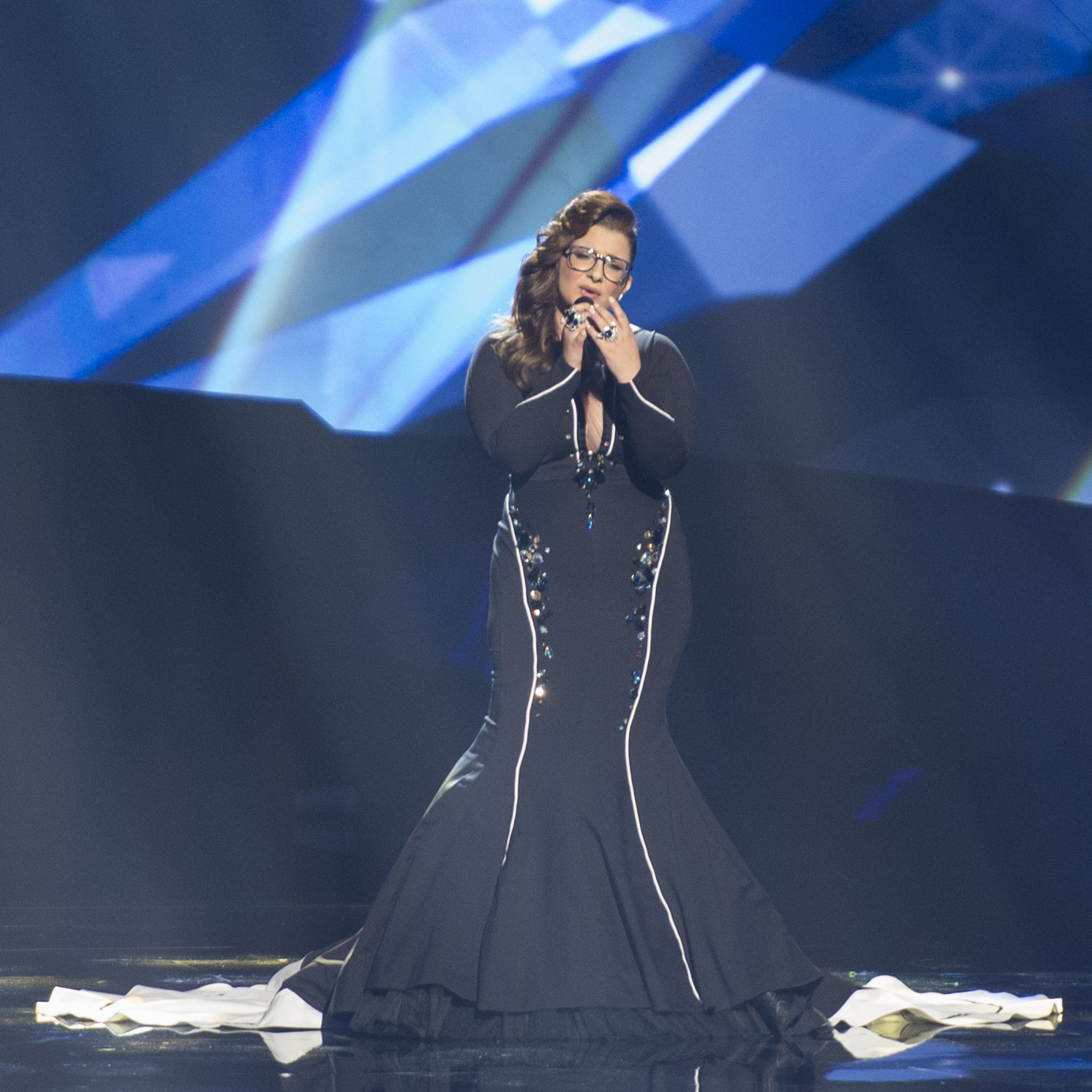
Moran Mazor à Malmö (2013)
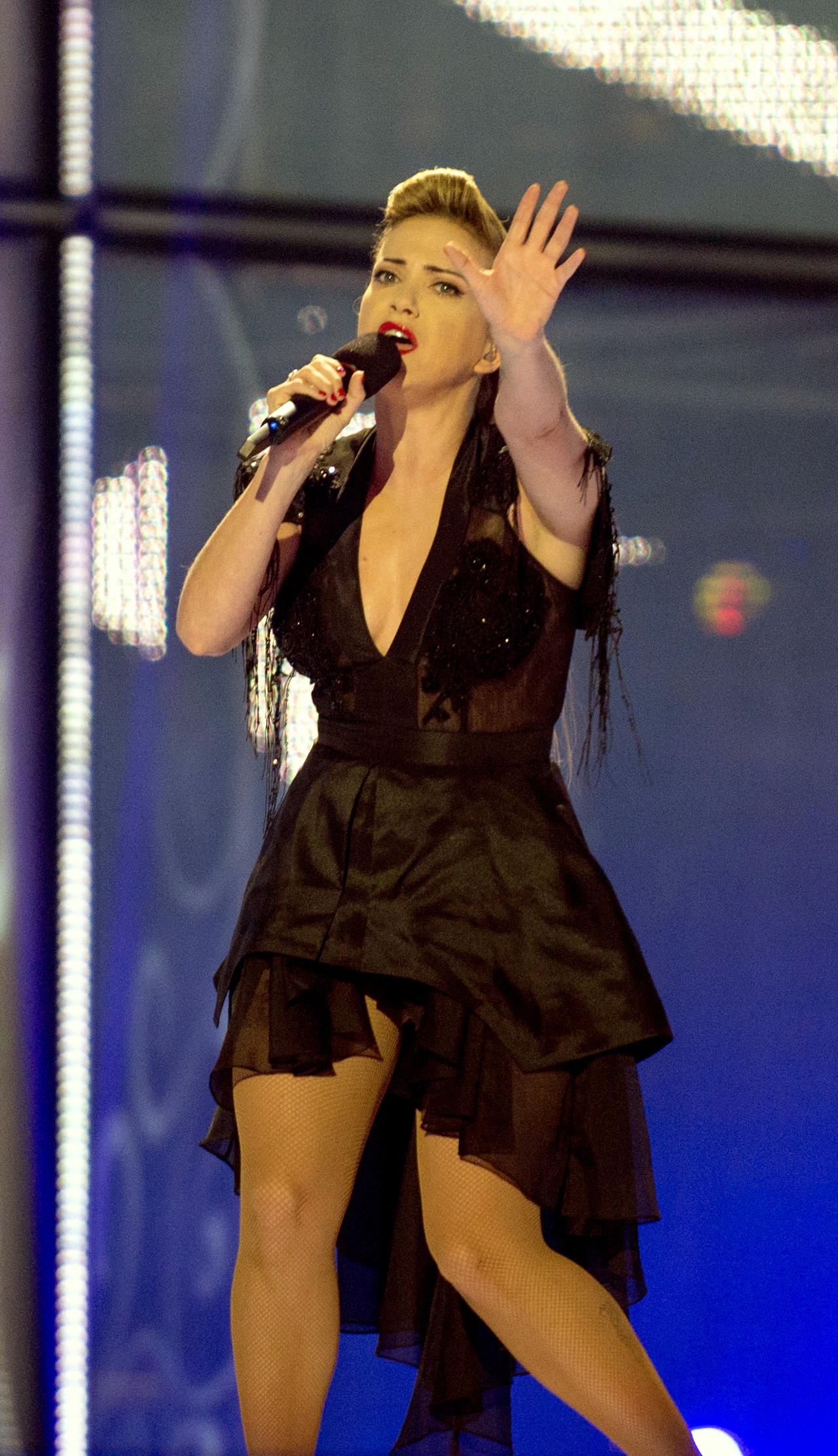
Mei Feingold à Copenhague (2014)
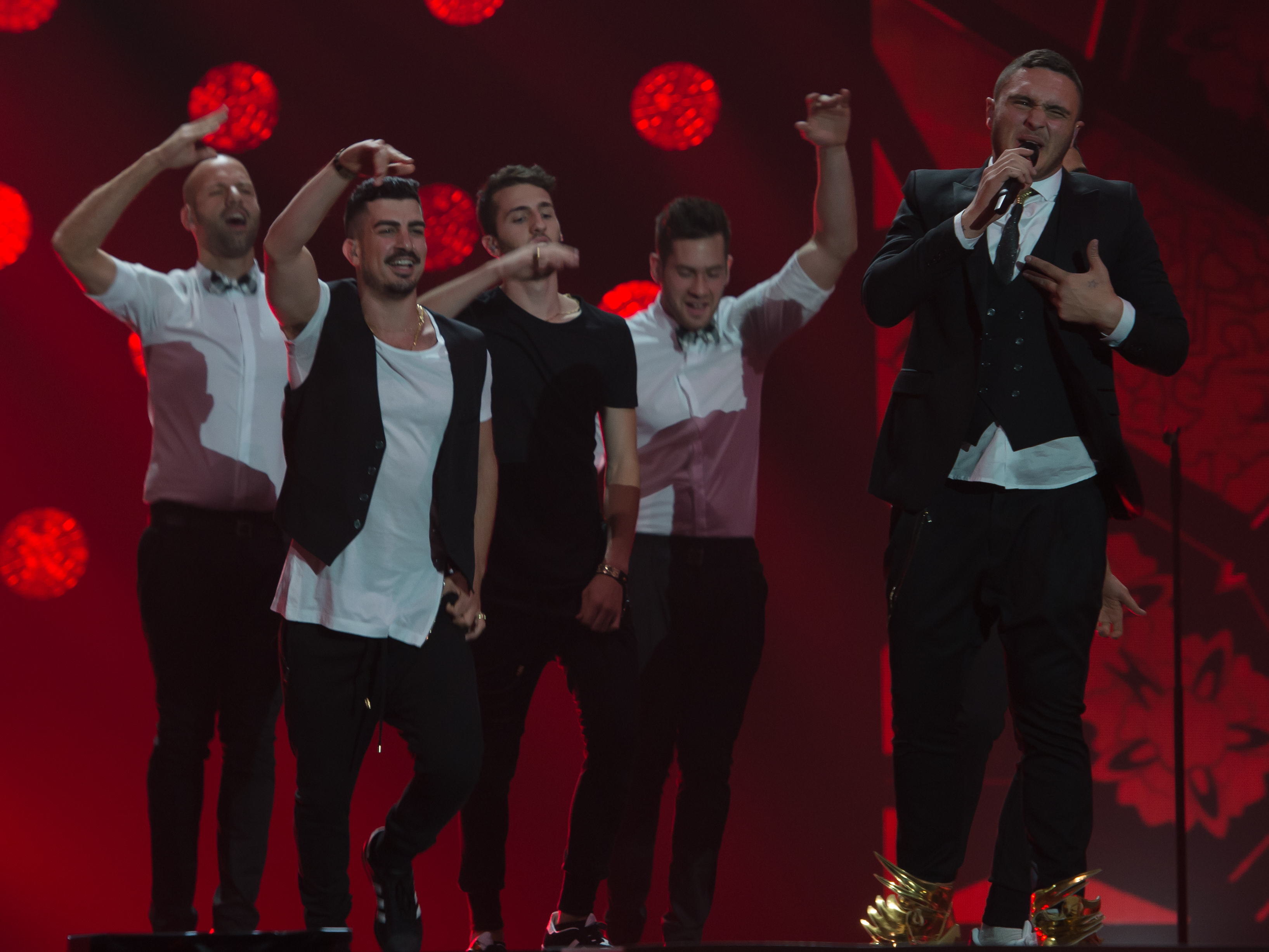
Nadav Guedj à Vienne (2015)
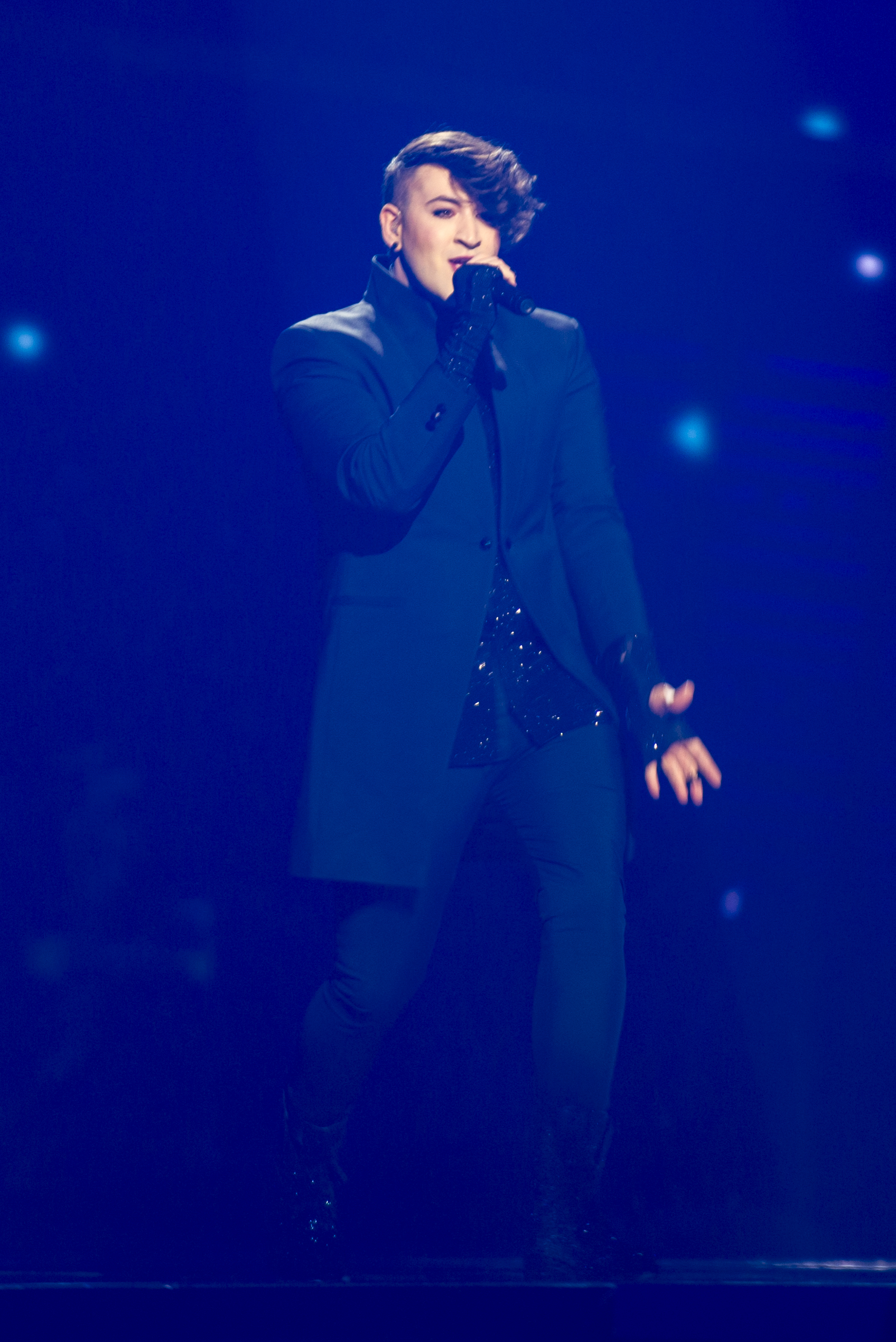
Hovi Star à Stockholm (2016)
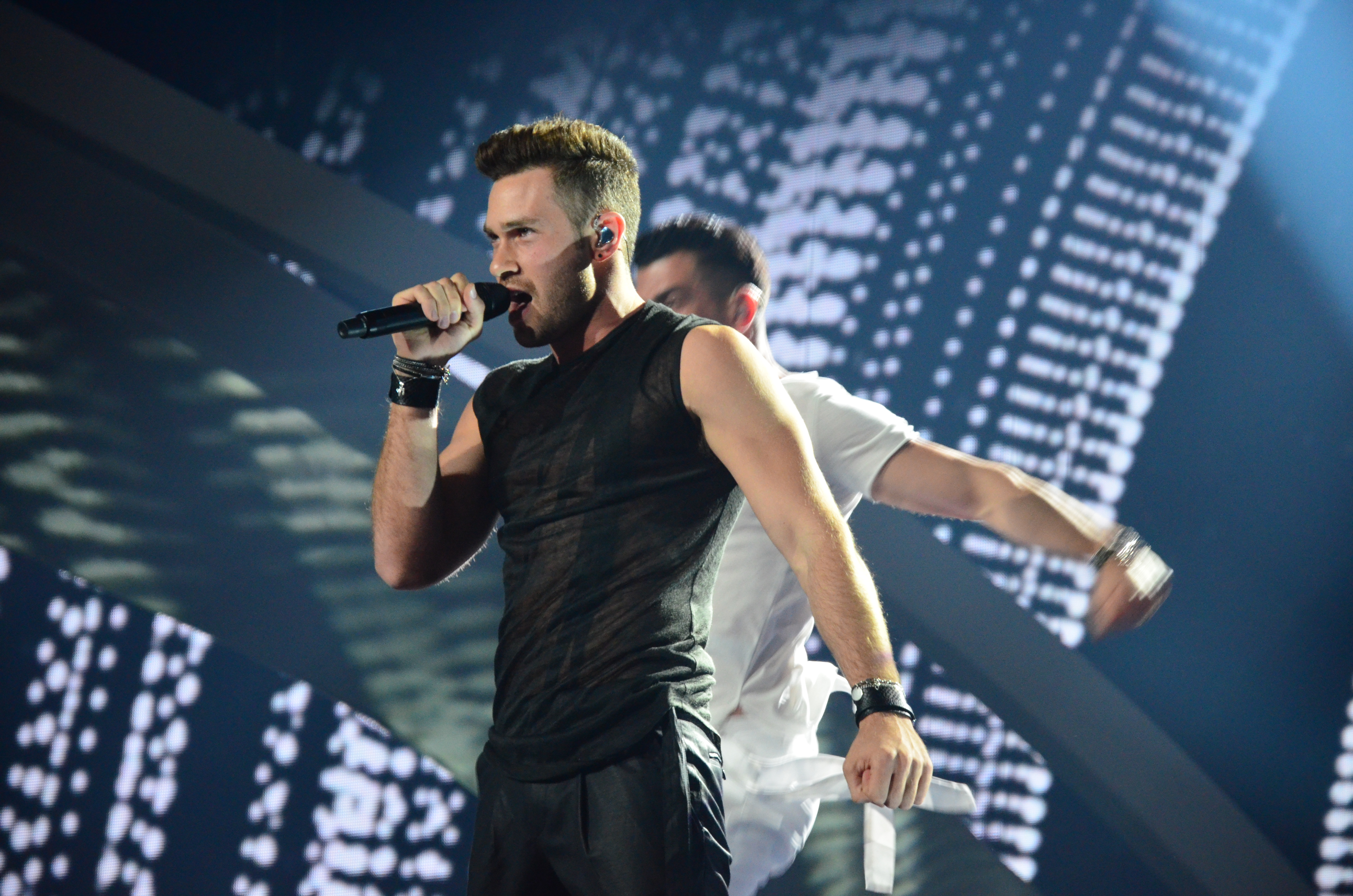
Imri Ziv à Kiev (2017)
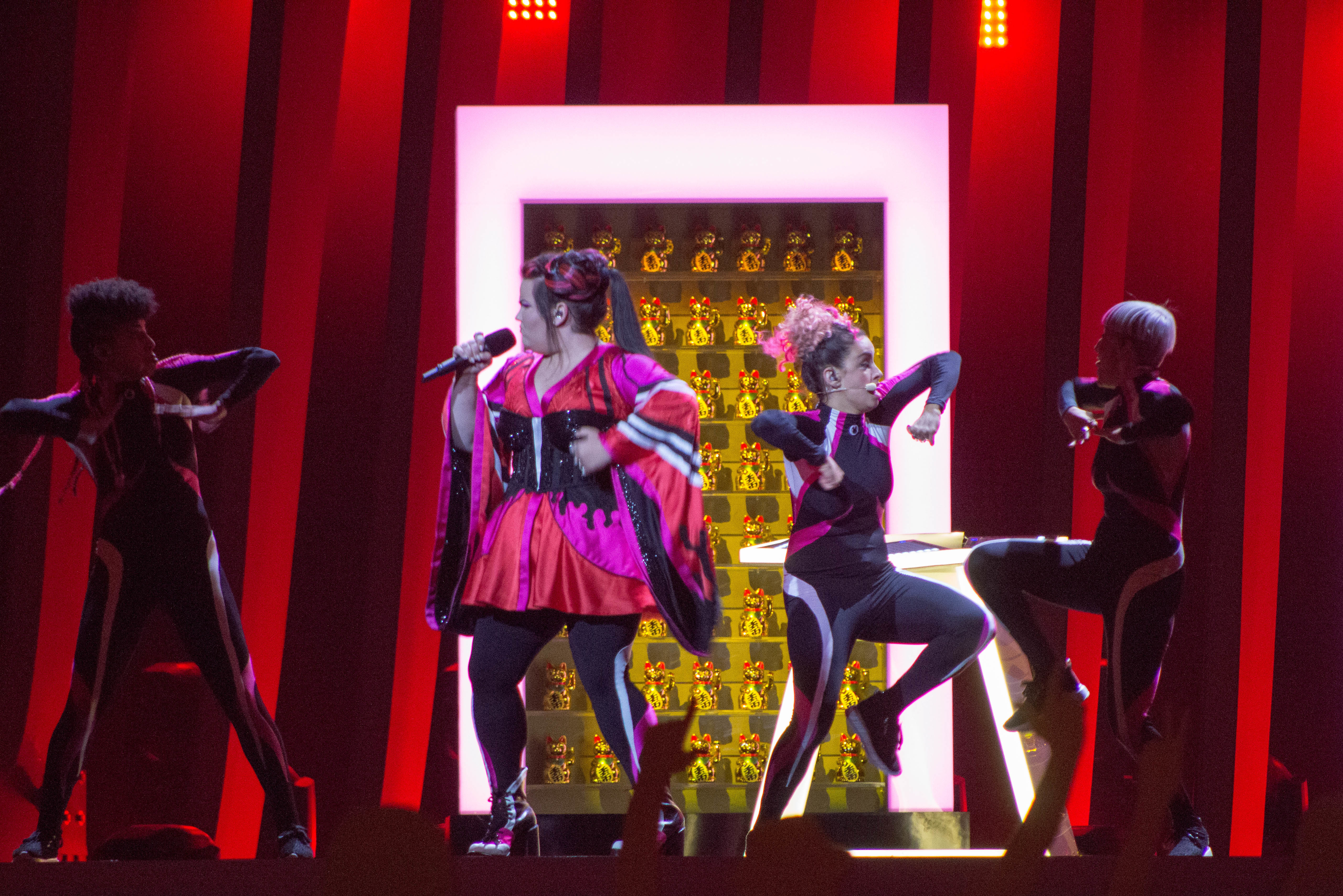
Netta à Lisbonne (2018)
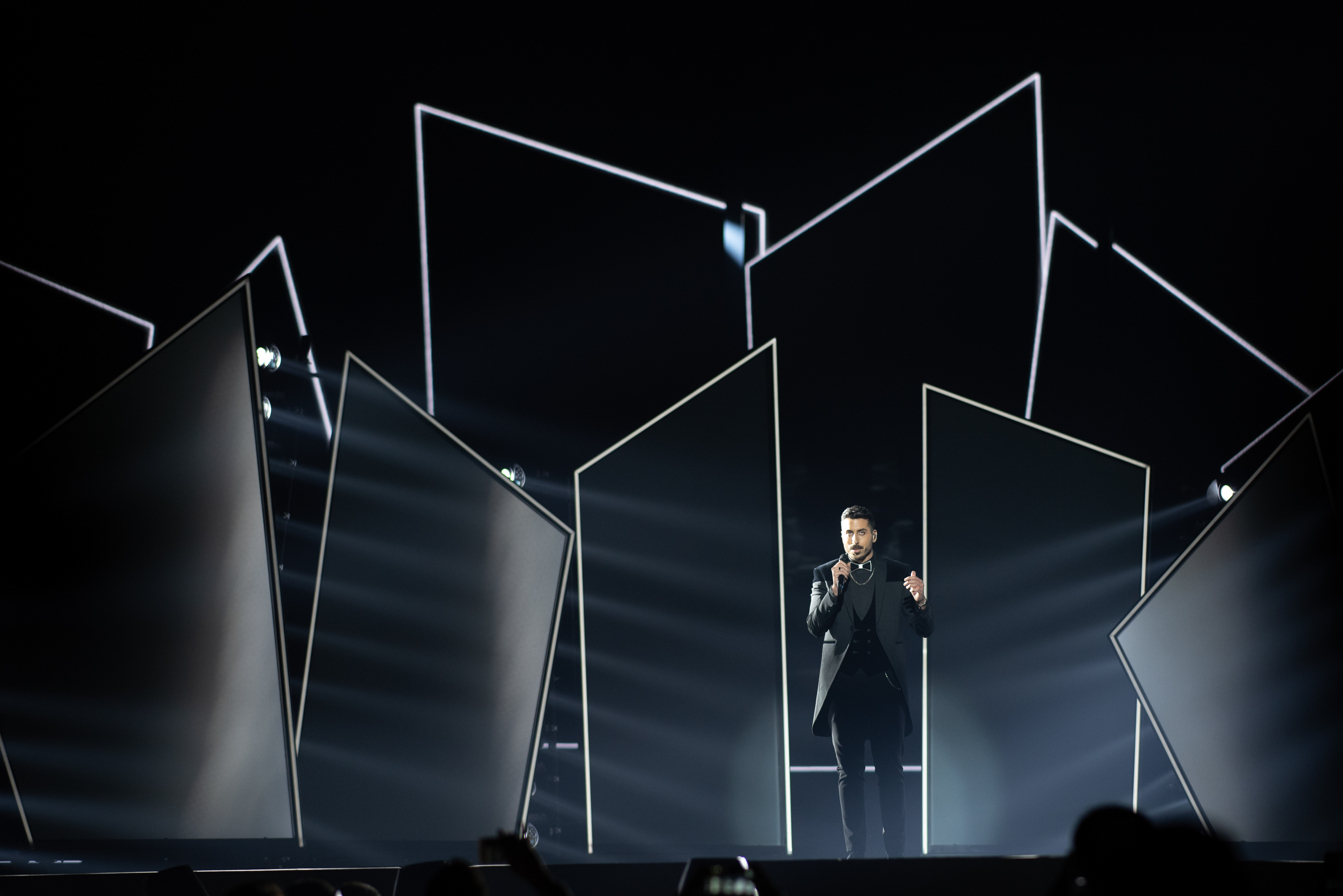
Kobi Marimi à Tel Aviv (2019)
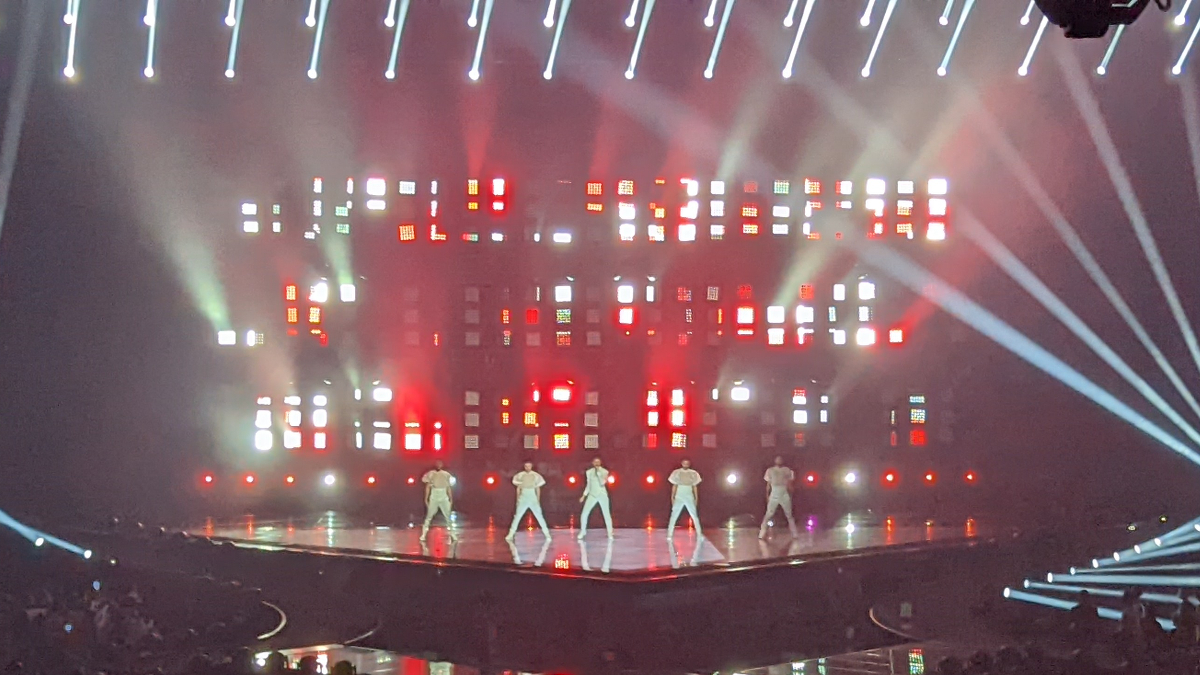
Michael Ben David à Turin (2022)
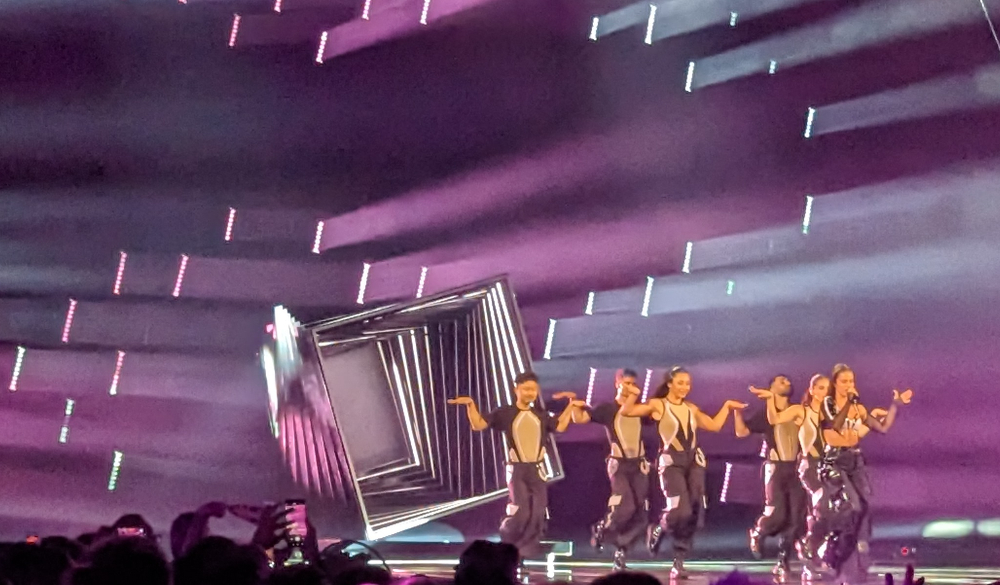
Noa Kirel à Liverpool (2023)
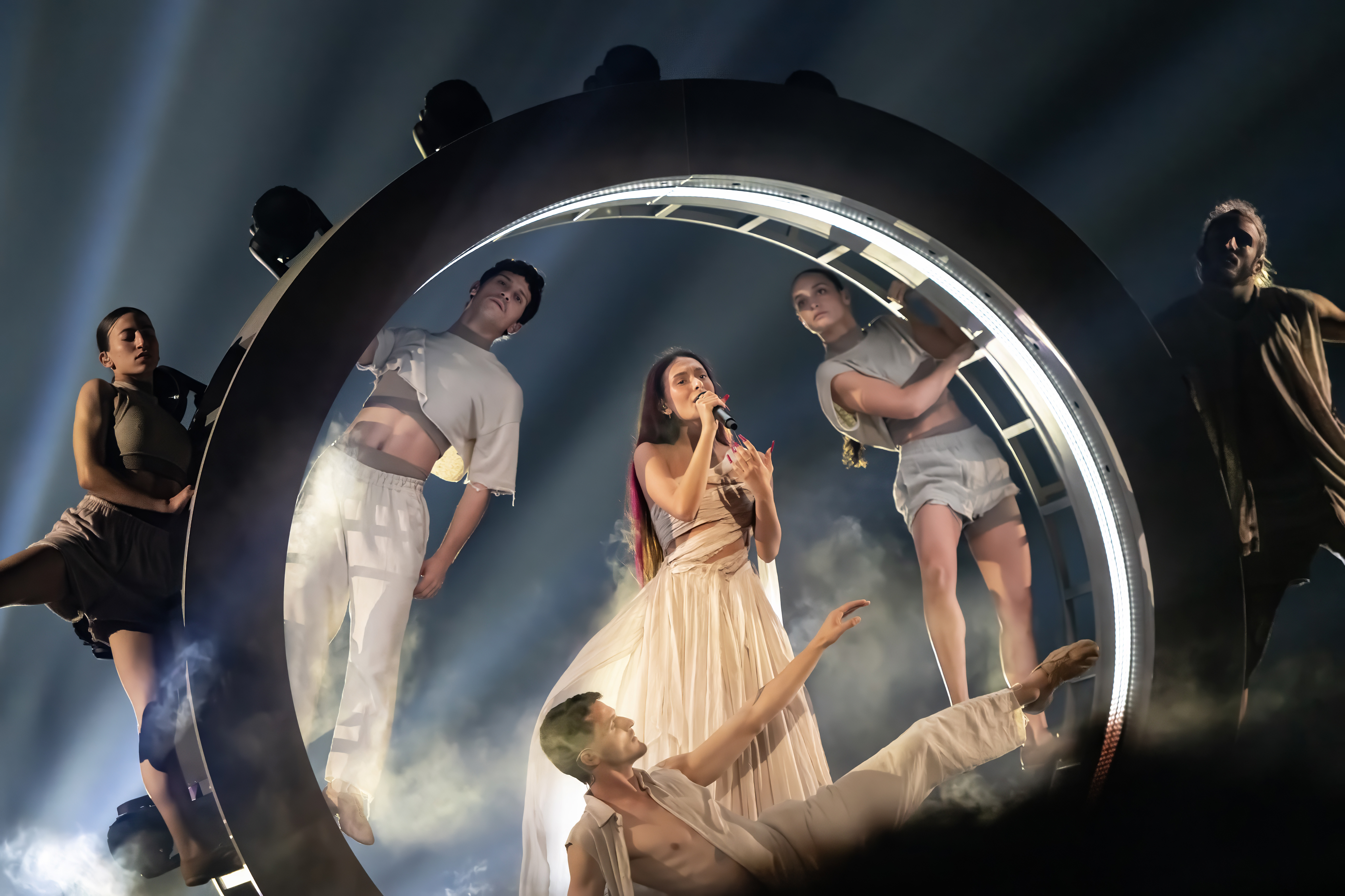
Eden Golan à Malmö (2024)
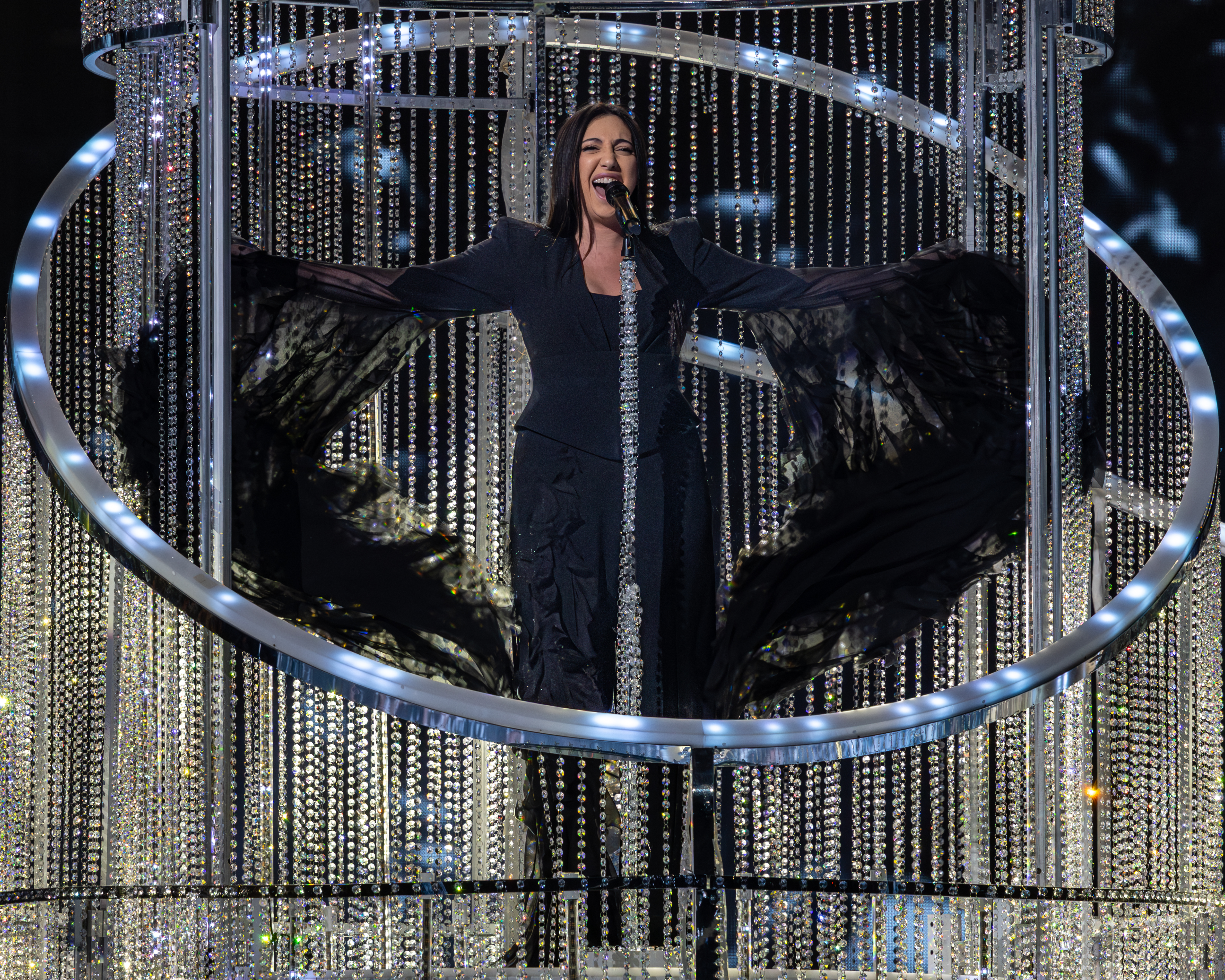
Yuval Raphael à Bâle (2025)

## Chefs d'orchestre, commentateurs et porte-paroles
| Année | Chef d'orchestre     | Commentateur(s) | Porte-parole      |
| ----- | -------------------- | --- | ----------------- |
| 1973  | Nurit Hirsh          | - | -                 |
| 1974  | Yonatan Rechter      | - | Yitzhak Shim'oni  |
| 1975  | Eldad Shrem          | - | Yitzhak Shim'oni  |
| 1976  | Matti Caspi          | - | Yitzhak Shim'oni  |
| 1977  | Eldad Shrem          | - | Yitzhak Shim'oni  |
| 1978  | Nurit Hirsh          | - | Yitzhak Shim'oni  |
| 1979  | Kobi Oshrat          | - | Dan Kaner         |
| 1980  | retrait              | retrait | retrait           |
| 1981  | Eldad Shrem          | - | Dan Kaner         |
| 1982  | Silviu Nansi Brandes | - | Yitzhak Shim'oni  |
| 1983  | Silviu Nansi Brandes | - | Yitzhak Shim'oni  |
| 1984  | retrait              | retrait | retrait           |
| 1985  | Kobi Oshrat          | - | Yitzhak Shim'oni  |
| 1986  | Yoram Zadok          | - | Yitzhak Shim'oni  |
| 1987  | Kobi Oshrat          | - | Yitzhak Shim'oni  |
| 1988  | Eldad Shrem          | - | Yitzhak Shim'oni  |
| 1989  | Shaike Paikov        | - | Yitzhak Shim'oni  |
| 1990  | Rami Levin           | - | Yitzhak Shim'oni  |
| 1991  | Kobi Oshrat          | - | Yitzhak Shim'oni  |
| 1992  | Kobi Oshrat          | - | Daniel Pe'er      |
| 1993  | Amir Frohlich        | - | Danny Rup         |
| 1994  | relégation           | - | relégation        |
| 1995  | Gadi Goldman         | - | Daniel Pe'er      |
| 1996  | -                    | - | non qualifié      |
| 1997  | retrait              | retrait | retrait           |
| 1998  | -                    | - | Yigal Ravid       |
| 1999  | -                    | - | Yoav Ginai        |
| 2000  | -                    | - | Yoav Ginai        |
| 2001  | -                    | - | Yoav Ginai        |
| 2002  | -                    | - | Michal Zoharetz   |
| 2003  | -                    | - | Michal Zoharetz   |
| 2004  | -                    | - | Merav Miller      |
| 2005  | -                    | - | Dana Herman       |
| 2006  | -                    | - | Dana Herman       |
| 2007  | -                    | - | Jason Danino-Holt |
| 2008  | -                    | - | Noa Barak-Weshler |
| 2009  | -                    | - | Ofer Nachshon     |
| 2010  | -                    | - | Ofer Nachshon     |
| 2011  | -                    | - | Ofer Nachshon     |
| 2012  | -                    | - | Ofer Nachshon     |
| 2013  | -                    | - | Ofer Nachshon     |
| 2014  | -                    | - | Ofer Nachshon     |
| 2015  | -                    | - | Ofer Nachshon     |
| 2016  | -                    | - | Ofer Nachshon     |
| 2017  | -                    | - | Ofer Nachshon     |
| 2018  |                      | Asaf Liberman et Shir Reuven (première demi-finale) Itai Herman et Goel Pinto (seconde demi-finale) Erez Tal et Idit Hershkowitz (finale) | Lucy Ayoub        |
| 2019  |                      | Sharon Taicher et Eran Zarachowicz | Izhar Cohen       |

## Historique de vote
Depuis 1975, Israël a attribué en finale le plus de points à :
| Rang | Pays        | Points |
| ---- | ----------- | ------ |
| 1    | Suède       | 199    |
| 2    | Ukraine     | 183    |
| 3    | France      | 181    |
| 4    | Royaume-Uni | 166    |
| 5    | Russie      | 151    |
| 6    | Espagne     | 128    |
| 7    | Pays-Bas    | 120    |
| 8    | Norvège     | 114    |
| 8    | Italie      | 114    |
| 10   | Allemagne   | 112    |

Depuis 1975, Israël a reçu en finale le plus de points de la part de :
| Rang | Pays        | Points |
| ---- | ----------- | ------ |
| 1    | France      | 266    |
| 2    | Finlande    | 178    |
| 3    | Pays-Bas    | 171    |
| 4    | Allemagne   | 169    |
| 5    | Suisse      | 167    |
| 6    | Royaume-Uni | 165    |
| 7    | Belgique    | 162    |
| 7    | Espagne     | 162    |
| 9    | Portugal    | 151    |
| 10   | Norvège     | 148    |

### 12 Points
Légende
 Vainqueur - Israël a donné 12 points à la chanson victorieuse / Israël a reçu 12 points et a gagné le concours
 2e place - Israël a donné 12 points à la chanson arrivée à la seconde place / Israël a reçu 12 points et est arrivée deuxième
 3e place - Israël a donné 12 points à la chanson arrivée à la troisième place / Israël a reçu 12 points et est arrivée troisième
 Qualifiée - Israël a donné 12 points à une chanson parvenue à se qualifier pour la finale / Israël a reçu 12 points et s'est qualifiée pour la finale
 Non-qualifiée - Israël a donné 12 points à une chanson éliminée durant les demi-finales / Israël a reçu 12 points mais n'est pas parvenue à se qualifier pour la finale
| Année         | Attribués          | Attribués           | Reçus | Reçus |
| Année         | Finale             | Demi-Finale         | Finale | Demi-Finale |
| 1975          | Pays-Bas           | Pas de demi-finales | Aucun | Pas de demi-finales |
| 1976          | Royaume-Uni        | Pas de demi-finales | Aucun | Pas de demi-finales |
| 1977          | Irlande            | Pas de demi-finales | Aucun | Pas de demi-finales |
| 1978          | Pays-Bas           | Pas de demi-finales | Allemagne Belgique Luxembourg Pays-Bas Suisse Turquie                                                                                        | Pas de demi-finales |
| 1979          | Danemark           | Pas de demi-finales | Finlande Irlande Norvège Portugal Royaume-Uni Suède                                                                                          | Pas de demi-finales |
| 1981          | Royaume-Uni        | Pas de demi-finales | Aucun | Pas de demi-finales |
| 1982          | Allemagne          | Pas de demi-finales | Allemagne Finlande | Pas de demi-finales |
| 1983          | Luxembourg         | Pas de demi-finales | Autriche Pays-Bas | Pas de demi-finales |
| 1985          | Norvège            | Pas de demi-finales | France | Pas de demi-finales |
| 1986          | Suisse             | Pas de demi-finales | Aucun | Pas de demi-finales |
| 1987          | Suède              | Pas de demi-finales | Aucun | Pas de demi-finales |
| 1988          | Yougoslavie        | Pas de demi-finales | Aucun | Pas de demi-finales |
| 1989          | Yougoslavie        | Pas de demi-finales | Aucun | Pas de demi-finales |
| 1990          | Yougoslavie        | Pas de demi-finales | Aucun | Pas de demi-finales |
| 1991          | France             | Pas de demi-finales | Espagne Turquie Yougoslavie | Pas de demi-finales |
| 1992          | France             | Pas de demi-finales | Yougoslavie | Pas de demi-finales |
| 1993          | Royaume-Uni        | Pas de demi-finales | Aucun | Pas de demi-finales |
| 1995          | Espagne            | Pas de demi-finales | Royaume-Uni | Pas de demi-finales |
| 1998          | Royaume-Uni        | Pas de demi-finales | France Malte Portugal | Pas de demi-finales |
| 1999          | Allemagne          | Pas de demi-finales | Aucun | Pas de demi-finales |
| 2000          | Danemark           | Pas de demi-finales | Aucun | Pas de demi-finales |
| 2001          | Espagne            | Pas de demi-finales | Aucun | Pas de demi-finales |
| 2002          | Lettonie           | Pas de demi-finales | Aucun | Pas de demi-finales |
| 2003          | Espagne            | Pas de demi-finales | Aucun | Pas de demi-finales |
| 2004          | Ukraine            | Grèce               | Non qualifiée | Aucun |
| 2005          | Roumanie           | Roumanie            | Monaco | Andorre Biélorussie Monaco                                                                                               |
| 2006          | Russie             | Russie              | Aucun | Qualifiée d'office |
| 2007          | Biélorussie        | Biélorussie         | Non qualifiée | Aucun |
| 2008          | Russie             | Russie              | Aucun | Aucun |
| 2009          | Norvège            | Islande             | Aucun | Aucun |
| 2010          | Arménie            | Arménie             | Aucun | Pays-Bas |
| 2011          | Suède              | Suède               | Non qualifiée | Aucun |
| 2012          | Suède              | Russie              | Non qualifiée | Aucun |
| 2013          | Azerbaïdjan        | Azerbaïdjan         | Non qualifiée | Aucun |
| 2014          | Autriche           | Roumanie            | Non qualifiée | Aucun |
| 2015          | Italie             | Suède               | Aucun | Italie Royaume-Uni |
| 2016 Jury     | Ukraine            | Australie           | Allemagne | Allemagne |
| 2016 Télévote | France             | Australie           | Aucun | Aucun |
| 2017 Jury     | Portugal           | Hongrie             | Aucun | France |
| 2017 Télévote | Portugal           | Bulgarie            | Aucun | Aucun |
| 2018 Jury     | Autriche           | Autriche            | Autriche Finlande France République tchèque Saint-Marin                                                                                      | Arménie Autriche Chypre Croatie Espagne Finlande République tchèque                                                      |
| 2018 Télévote | République tchèque | République tchèque  | Australie Azerbaïdjan Espagne France Géorgie Moldavie Saint-Marin Ukraine                                                                    | République tchèque |
| 2019 Jury     | Pays-Bas           | Grèce               | Aucun | Qualifiée d'office |
| 2019 Télévote | Russie             | Australie           | France | Qualifiée d'office |
| 2021 Jury     | Suisse             | Lituanie            | Aucun | Italie Macédoine |
| 2021 Télévote | Ukraine            | Russie              | Azerbaïdjan | Azerbaïdjan |
| 2022 Jury     | Suède              | Suède               | Non qualifiée | Aucun |
| 2022 Télévote | Ukraine            | Suède               | Non qualifiée | Aucun |
| 2023 Jury     | Suède              | Pas de jury         | Arménie Azerbaïdjan France Italie Pologne | Pas de jury |
| 2023 Télévote | Finlande           | Finlande            | Arménie Azerbaïdjan Chypre Reste du Monde | Arménie Moldavie République tchèque Reste du Monde                                                                       |
| 2024 Jury     | Luxembourg         | Pas de jury         | Aucun | Pas de jury |
| 2024 Télévote | Luxembourg         | Arménie             | Allemagne Australie Belgique Espagne Finlande France Italie Luxembourg Pays-Bas Portugal Reste du Monde Royaume-Uni Saint-Marin Suède Suisse | Albanie Danemark Espagne France Italie Norvège Pays-Bas Reste du Monde Suisse Tchéquie                                   |
| 2025 Jury     | Grèce              | Pas de jury         | Azerbaïdjan | Pas de jury |
| 2025 Télévote | Ukraine            | Arménie             | Allemagne Australie Azerbaïdjan Belgique Espagne France Luxembourg Pays-Bas Portugal Reste du Monde Royaume-Uni Suède Suisse                 | Allemagne Australie Autriche Danemark Finlande France Grèce Irlande Luxembourg Malte Reste du Monde Royaume-Uni Tchéquie |